# 長崎駅
長崎駅（ながさきえき）は、長崎県長崎市尾上町にある九州旅客鉄道（JR九州）の駅である。
本項では長崎電気軌道の長崎駅前停留場と、近接する日本貨物鉄道（JR貨物）の長崎オフレールステーションについても記述する。

## 概要
長崎県の県庁所在地長崎市の中心駅であり、西九州新幹線および長崎本線の終着駅である。長崎県内で最も利用者が多い。新幹線「かもめ」や長崎都市圏及び佐世保市など県北地域を結ぶ快速「シーサイドライナー」、普通列車が発着する。当駅の所属は長崎本線であるが、大村線の大半の列車が当駅まで乗り入れを行っている。
かつては本州方面への優等列車が多数運転されていたが、2008年に寝台特急「あかつき」が廃止されて以降は、発着する全ての列車が九州内のみの運転となっている。2013年10月15日より、JR九州のクルーズトレイン「ななつ星 in 九州」が当駅へ乗り入れるようになった。しかし、西九州新幹線が開業してからは乗り入れ先を佐世保駅に変更した。駅前の長崎電気軌道の長崎駅前停留場からは路面電車が浜町・銅座などの中心市街地や市内の観光地などを結んでいる。
当駅は長崎県主体のJR長崎本線連続立体交差及び西九州新幹線建設事業を経て、2020年3月28日より新駅舎へ移転・高架化された。
普通鉄道の駅では長崎県最南端である。また、
2022年9月23日に西九州新幹線が開業し、日本最西端の新幹線停車駅となった。

## 歴史
1897年（明治30年）、九州鉄道が長崎市内への路線を開通させた際に、「長崎駅」として開設されたのは現在の在来線の隣駅である浦上駅であった。その後、より市街地に近い大黒町への新駅設置と路線延伸が検討され、1905年に路線が市中心部側へ延伸されて現長崎駅が開業し、それまでの長崎駅は浦上駅へと改称された。
大正時代に2代目の駅舎としてドイツ風建築の木造駅舎が建てられた。1915年には長崎電気軌道の開業に伴い、長崎駅前停留場が開設される。
1945年8月の原爆投下により駅舎は焼失し、1949年にステンドグラスを備えた三角屋根が特徴の3代目駅舎が建てられた。1988年には大規模な改装工事が行われたが、老朽化と新駅舎建設のため1999年に取り壊された。
4代目駅舎は2000年に建てられたもので、旧駅舎の三角屋根に代わりドーム状の屋根と多目的広場「かもめ広場」が設けられ、それに併設する形で複合商業ビル「アミュプラザ長崎」「JR九州ホテル長崎」が開業した。高架化前の長い間旅客ホームの線路はすべて車止めが設けられ行き止まりとなっていたが、1930年から1982年までは、当駅から南へ約1.1kmの地点に長崎港駅（ながさきみなとえき）が存在した（通称臨港線）。戦前・戦時中は長崎港へ寄港する日華連絡船へ接続する旅客列車（ボート・トレイン）が乗り入れ、戦後の航路廃止後は貨物列車のみが運行されていたが、1982年に廃止された。
2020年3月27日をもって駅全体が高架化され4代目駅舎は供用を終了し、5代目駅舎の併用を開始した。

### 明治・大正
- 1904年（明治37年）11月16日：長崎港の埋め立て工事（第2期港湾改良工事）が完成し、台場町など24町が新設される。
- 1905年（明治38年）
  - 2月：浦上から台場町まで1マイルの臨港路線が延長され、その終点に仮駅舎が設置される。
    - 埋め立て工事の完成と日露戦争勃発による軍事物資の輸送の必要性が生じたため。

  - 4月5日：九州鉄道の駅として開業[12]。台場町の仮駅舎が「長崎駅（ながさきえき）」となり、浦上にあった従来の長崎駅が浦上駅に改称[12]。
- 1907年（明治40年）7月1日：九州鉄道の国有化により帝国鉄道庁（九州帝国鉄道）の駅となる[12]。
- 1911年（大正元年）10月21日：2代目の駅舎が完成。駅舎はコテージ式2階建てで、2階は貴賓室にあてられた。
- 1915年（大正4年）11月16日：長崎電気軌道が病院下 - 築町間で開通[13][14]、長崎駅前停留場開業[15]。
- 1919年（大正8年）12月25日：長崎駅前 - 桜町間が開通[13]。
- 1922年（大正11年）11月1日：一等駅に昇格。

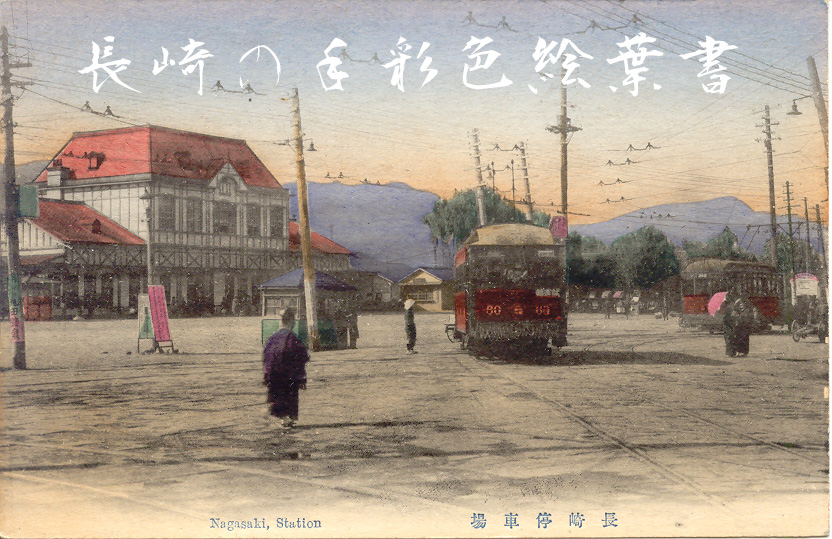
明治〜大正時代の長崎駅前（手彩色絵葉書）
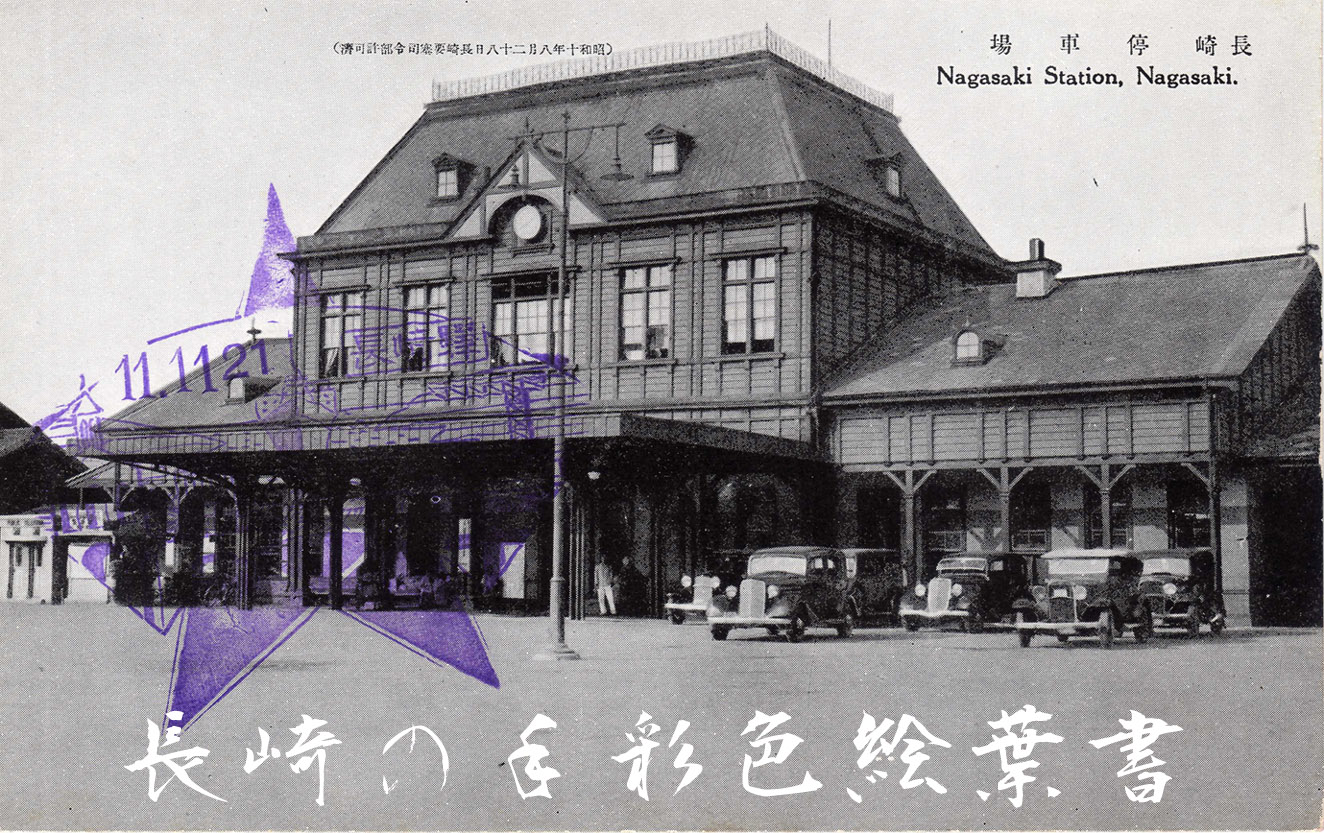
2代目駅舎（大正時代）
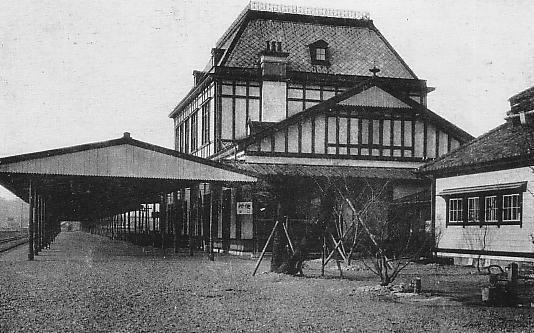
大正〜昭和初期の駅構内

### 昭和
- 1930年（昭和5年）
  - 3月19日：長崎駅 - 長崎港駅間が開通。
  - 10月1日：長崎線に準特急が導入され、東京・長崎間が21時間に短縮される。
- 1931年（昭和6年）：駅舎2階の貴賓室を廃止し、食堂を開業。
- 1942年（昭和17年）
  - 9月12日：鉄道局長崎管理部が発足。
  - 11月15日：関門トンネルが開通し、特急「富士」が長崎に乗り入れる（長崎 - 東京間の直通列車）。
- 1945年（昭和20年）
  - 4月26日：午前11時、空襲により長崎駅2番ホームに停車中の列車に直撃弾命中、死者90名。駅本屋半壊被災。
  - 8月9日：原子爆弾投下により、駅本屋残部分全焼。爆心地に近い大橋鉄橋から長崎駅の間の路線が不通となる。
  - 8月10日：復旧工事を開始。
  - 8月11日：復旧工事が完成。午後10時15分長崎駅発の終列車から運行を再開。
- 1949年（昭和24年）5月25日：3代目駅舎完成[16]。
- 1950年（昭和25年）
  - 6月：駅前広場の拡張により、長崎駅前停留場が東へ36メートル移設[17][18]。
  - 7月31日：機構改革により、国鉄長崎管理部が廃止される。
- 1958年（昭和33年）8月1日：長崎 - 博多間日帰りディーゼル・カーの運転が開始される。
- 1959年（昭和34年）
  - 7月21日：特急「さくら」が長崎に乗り入れを開始し、長崎 - 東京間を20時間で結ぶ。
  - 8月：2階建ての団体待合室（500名収容可能）が完成。
- 1960年（昭和35年）8月1日：国鉄西部支社長崎出張所が設置される。
- 1961年（昭和36年）10月1日：長崎 - 京都間に特急「かもめ」、長崎 - 熊本間に準急「ちくご」が乗り入れを開始。
- 1963年（昭和38年）12月22日：長崎駅前に長崎県交通局本局庁舎及びバスターミナル（長崎交通産業会館ビル）が完成。
- 1966年（昭和41年）2月7日：交通ラッシュ解決のため、県下で初めての横断歩道橋が長崎駅前に完成。
- 1967年（昭和42年）12月19日：長崎駅前に2つ目の横断歩道橋が完成。
- 1969年（昭和44年）
  - 4月：長崎駅前停留場を再度移設[18][19]。
  - 6月：全国で初めて駅前高架広場が完成。
- 1982年（昭和57年）
  - 7月23日から24日：長崎大水害で駅舎が浸水する。
  - 11月14日：長崎駅 - 長崎港駅間がこの日限りで廃止[10][11]。
- 1985年（昭和60年）3月14日：鮮魚貨物列車「ぎんりん」、コンテナ化。
- 1987年（昭和62年）4月1日：国鉄分割民営化に伴い、九州旅客鉄道（JR九州）と日本貨物鉄道（JR貨物）の駅となる[12]。
- 1988年（昭和63年）11月：駅新装開業。

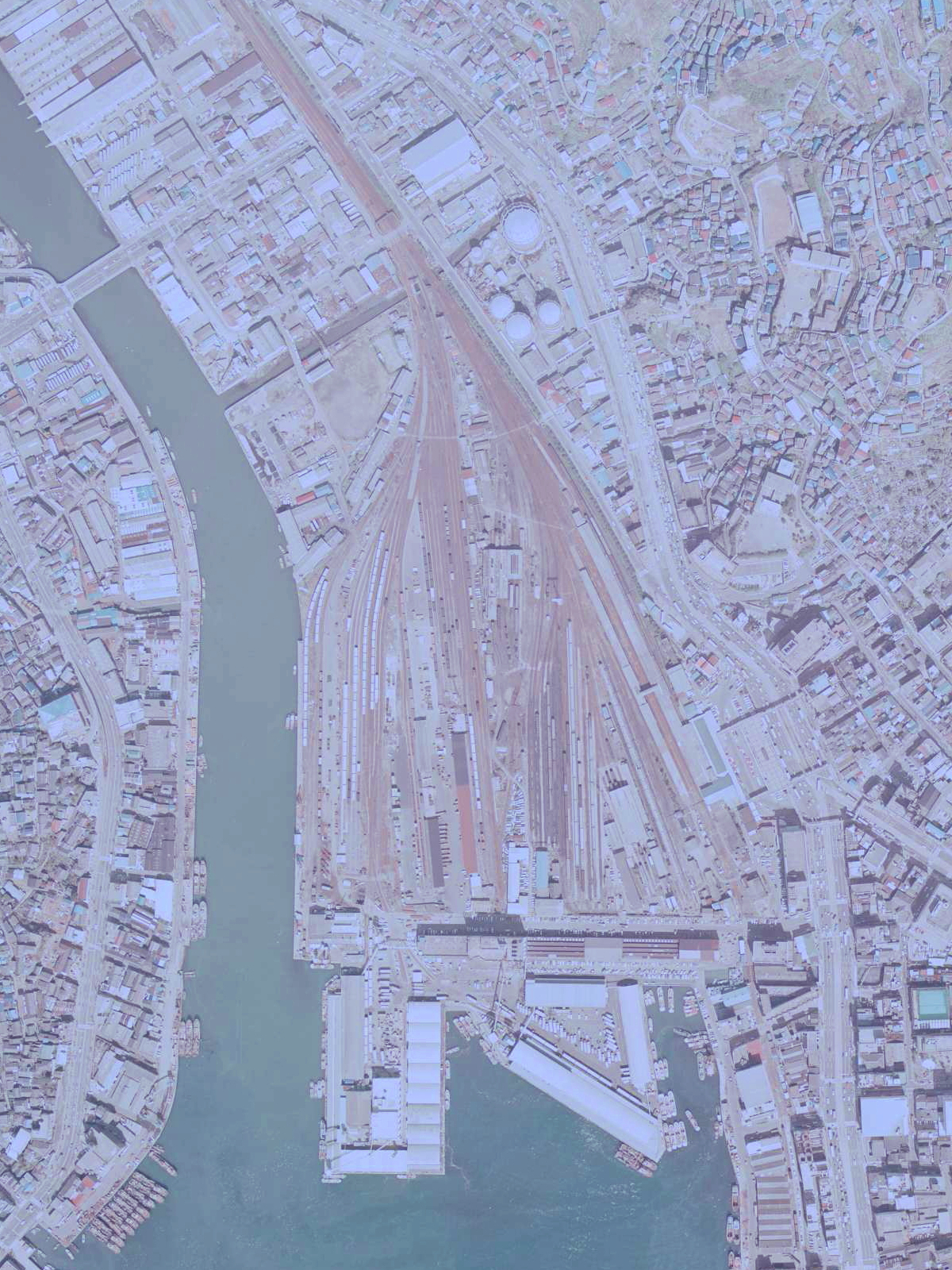
長崎駅周辺の空中写真（1975年3月撮影）
国土交通省 国土地理院 地図・空中写真閲覧サービスの空中写真を基に作成
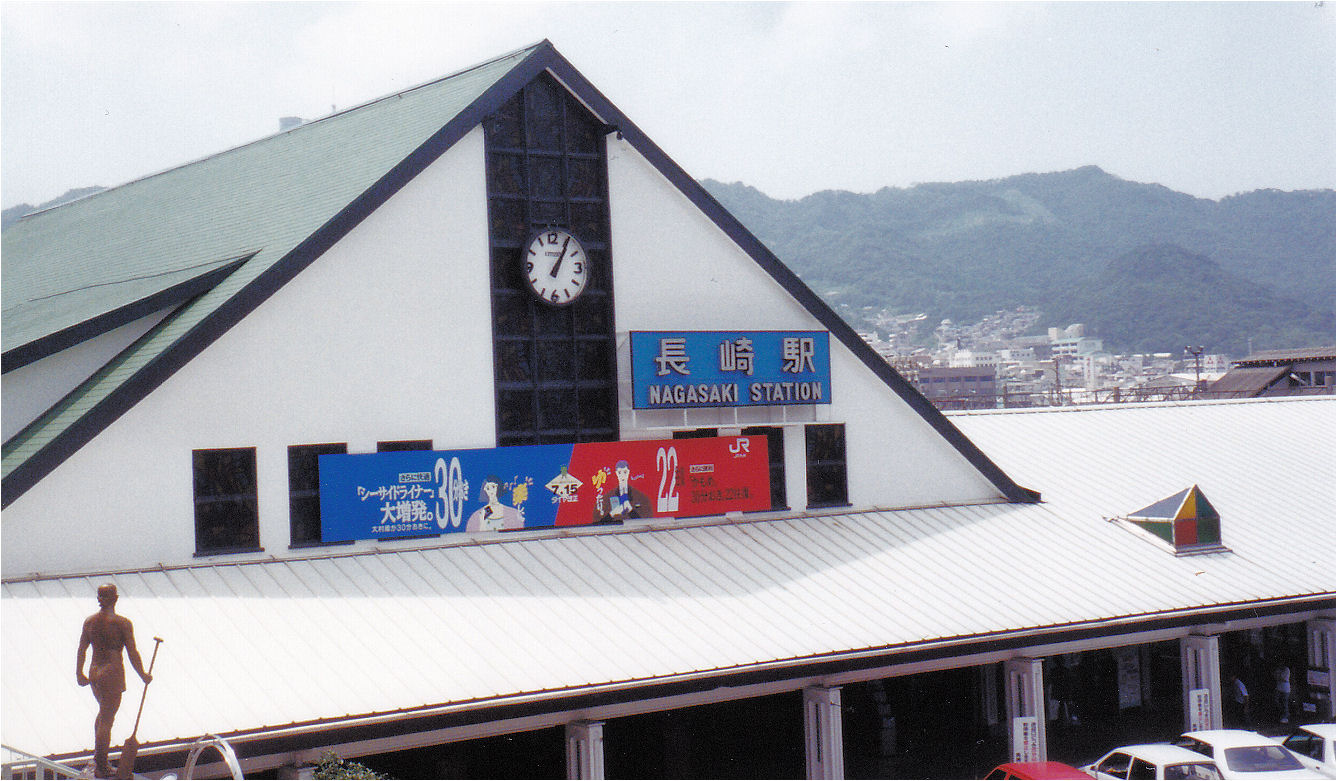
3代目駅舎（1992年8月）

### 平成・令和
- 1998年（平成10年）
  - 4月1日：鮮魚コンテナ貨物列車廃止[20]。
  - 5月15日：駅舎改築のため、仮駅舎に移転[21]。
- 1999年（平成11年）
  - 3月30日：長崎駅前停留場を改築[22]。
  - 7月1日：貨物列車発着廃止、トラック便運転開始。
- 2000年（平成12年）9月21日：4代目駅舎が完成し、アミュプラザ長崎が開業[23]。
- 2001年（平成13年）9月1日：長崎駅前停留場に行先案内放送装置を設置[22]。
- 2002年（平成14年）11月23日：JR九州が長崎県内の駅で初となる自動改札機を導入[24]。
- 2006年（平成18年）4月1日：長崎オフレールステーション開設。
- 2012年（平成24年）12月1日：ICカード「SUGOCA」の利用を開始[25]。
- 2013年（平成25年）10月15日：豪華寝台特急列車「ななつ星 in 九州」乗り入れ開始。
- 2014年（平成26年）3月15日：当駅西側の長崎車両センター（車両基地）が、在来線高架化及び新幹線用地のため佐世保線早岐駅構内へ移転。
- 2016年（平成28年）3月26日：当駅構内幸町踏切から浦上駅間の上下線が、連続立体交差事業により仮線路へ切り替え。
- 2020年（令和2年）3月28日：JRの駅が高架化される[1][2][3]。
- 2022年（令和4年）
  - 3月18日：高架下商業施設「長崎街道かもめ市場」が開業[26][27]。
  - 9月20日：長崎駅前停留場にエレベーターを設置[28]。
  - 9月23日：西九州新幹線が開業[29][30]。JR貨物の駅が廃止され、鉄道駅での貨物取扱が終了（オフレールステーションは存続）。 観光特急「ふたつ星4047」が運行を開始し、停車駅となる。当駅 - 肥前浜駅間が非電化となる。

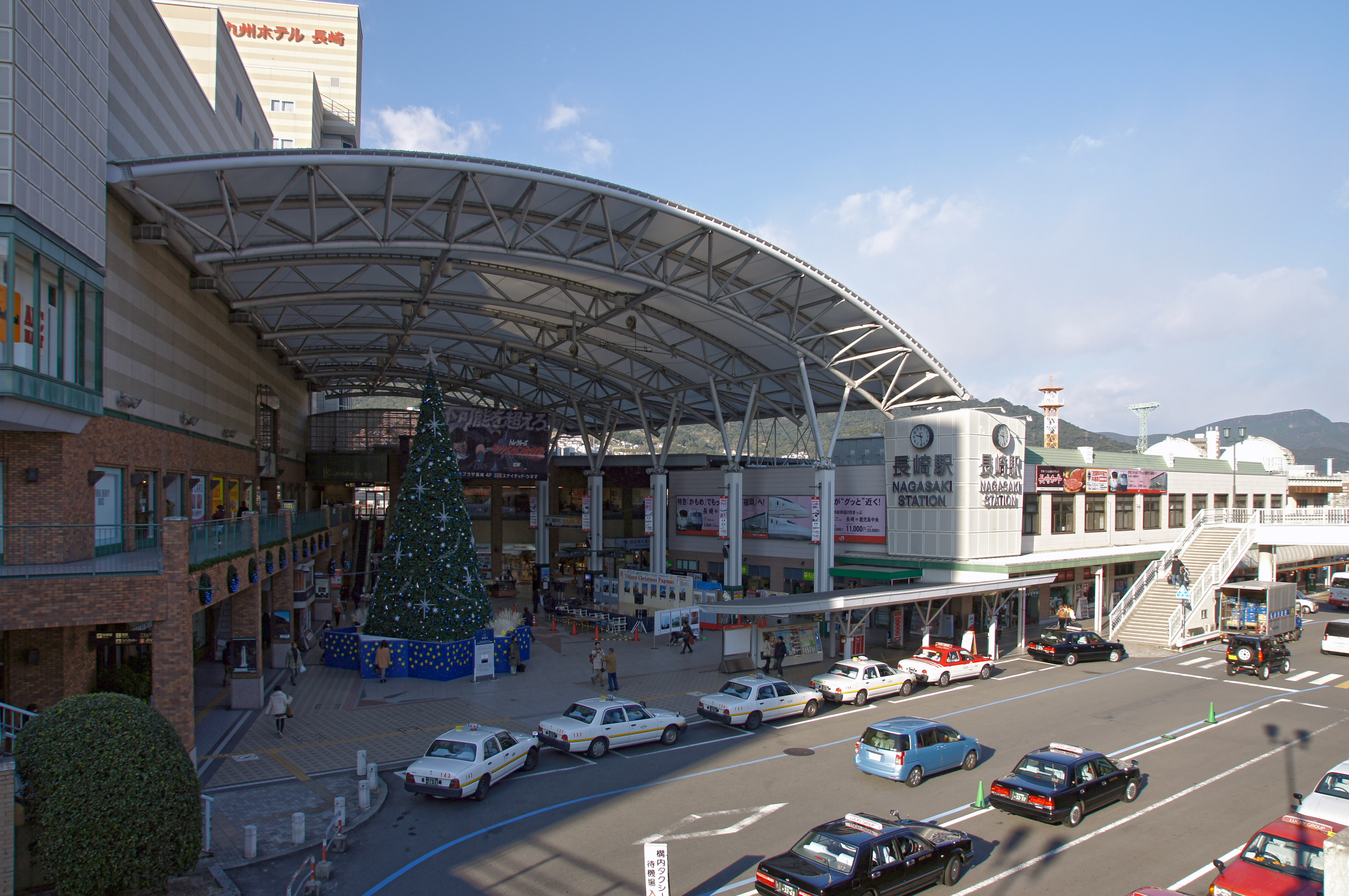
4代目駅舎（2011年12月）

## 駅舎移転高架化と再開発

### 長崎本線連続立体交差事業
長崎市内の踏切による慢性的な渋滞や東西市街地の分断を解消するため、長崎本線の松山町付近から長崎駅までの約2.4 kmの区間の線路を高架化する事業である。幸町・宝町・梁川橋・竹岩橋の4箇所に設置されている踏切が撤去される。
2001年に着工準備が決定したが、新駅舎予定地に存在した長崎車両センターの移転協議が難航した。2007年8月に同センターを早岐駅に隣接するかつての早岐客貨車区の敷地内へ移転させることで決着し、2008年12月に都市計画決定、2010年2月に国の事業認可を受けた。2014年3月15日より車両センターが移転し、車両基地設備や転車台などは2016年までに撤去され、転車台の部品は天竜浜名湖鉄道に譲渡された。長崎本線の線路は2016年3月までに事業区間の全線が仮線路へ切り替えが実施されている。
2020年3月28日に在来線の高架化が行われ、駅は旧駅舎より西側へ150メートル程移転した。新駅舎は1階にコンコース、2階に2面5線のホームをもつ高架駅となった。2022年には、西九州新幹線の長崎駅舎（2面4線）が併設された。また、現在の幸町踏切付近には10線程度の高架留置線が整備された。事業全体での概算事業費は約430億円。

### 長崎駅周辺再整備事業

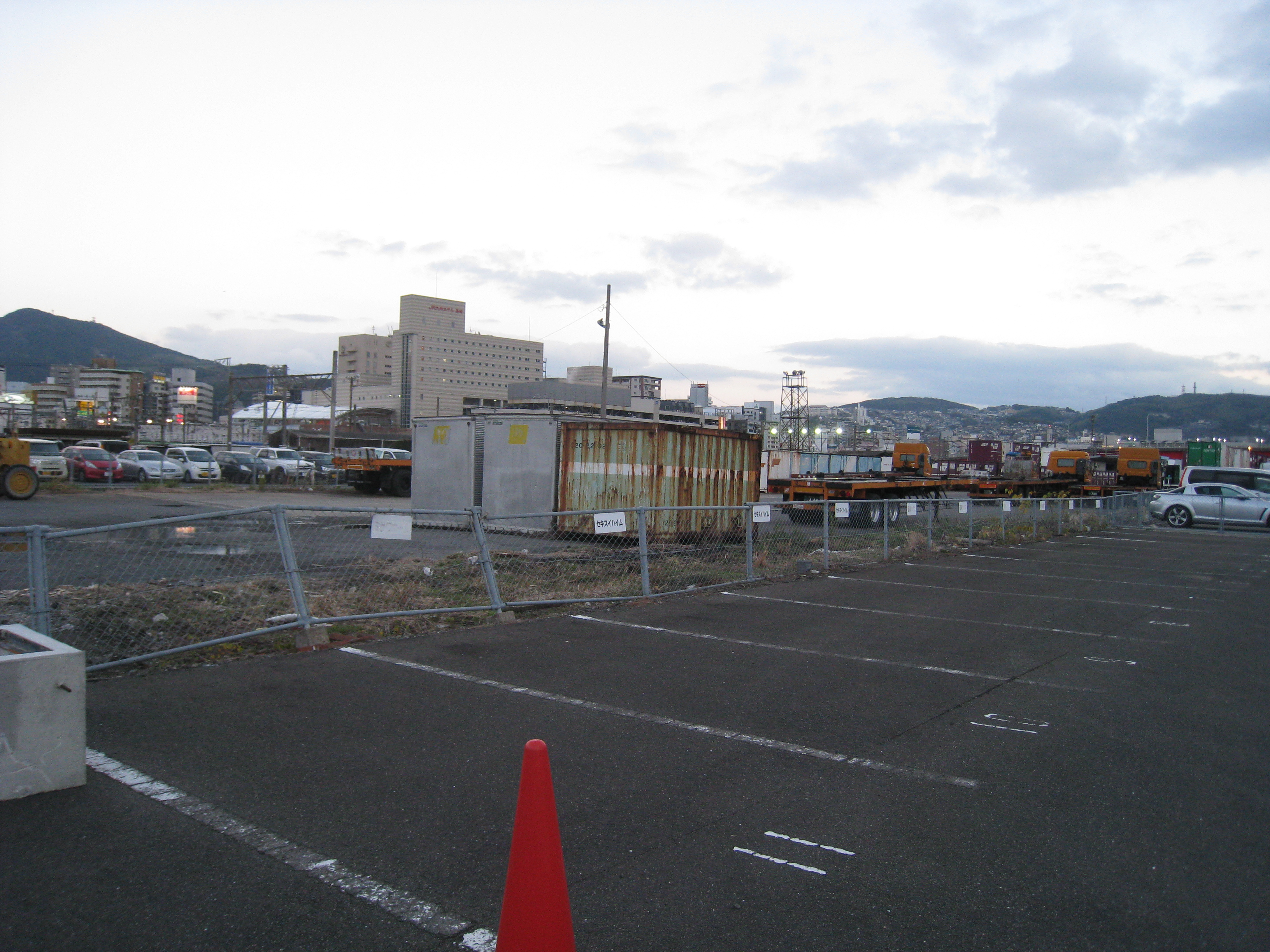
新駅建設予定地（2012年）

JR長崎本線連続立体交差事業や西九州新幹線の整備計画に伴い、2008年度に事業認可された長崎駅周辺約19ヘクタールの再開発事業である。
新駅舎の東側・西側にそれぞれ交通広場や多目的広場を整備し、新駅舎の周囲を囲む道路として長崎駅中央通り線・長崎駅西通り線・長崎駅東通り線・尾上町1号線などの道路を整備する。新駅舎周辺では長崎県庁舎・長崎県警察本部庁舎（2018年）、長崎警察署・運転免許センター（2020年）、MICE施設出島メッセ・ヒルトン・長崎放送新社屋（2021年）、長崎県営バスターミナル（2022年）、新駅ビル（2022年 - 2025年）などの開発が予定されており高度に都市化が進む。
また、当駅から1キロメートル程の三菱重工幸町工場跡地ではジャパネットホールディングスによる長崎スタジアムシティ（球技専用スタジアム・アリーナ・商業・ホテルなどの複合施設）が、2024年10月に開業予定である。

### 新駅ビルについて
新駅舎と現駅ビルの間のJR敷地内に地上13階建て（高さ60メートル）の商業・オフィス・駐車場・ホテルを含む新駅ビルが建設される。現駅ビルは存続され、新駅舎の高架下部分にも商業施設が整備される。
新駅ビルに併設するホテルはマリオット・インターナショナルのブランドの一つであるマリオットを冠した「長崎マリオットホテル」で、JR九州グループとしては初のインターナショナルブランドのホテル運営となる。現駅ビル以上の開発となり国際観光都市長崎の新しいランドマークとして博多駅に次ぐ規模となる。
2022年度の新幹線開業と同時に高架下商業施設を開業し、2023年春に新駅ビルの部分開業（商業の一部・駐車場の一部・オフィス）を目指している。2025年度に全体のグランドオープンを予定する。

## 駅構造

### JR九州
新幹線は島式ホーム2面4線、在来線は島式ホーム2面5線を有する高架駅。車止め側から見て左側が1番のりばである。4番のりばは5番のりばの浦上寄りを切り欠いた先にあり、他のホームより短い。
在来線ホームの有効長は1,2番線は4両、3番線は6両、4番線は2両、5番線は8両以上である。新幹線ホームの有効長は6両で、可動式安全柵が設置されている。
直営駅でみどりの窓口が設置されており、SUGOCAにも対応している。新幹線、在来線とも終着駅ではあるが、浦上駅や長与駅などからの新幹線利用客を考慮して、乗換改札口が設置されている。有効な特急券などを所持していれば当駅を経由しない乗車券であっても乗換改札口を通過して新幹線諫早駅方面へ向かうことができる。
地上駅時代のプラットホームは、頭端式ホーム3面5線で跨線橋や構内踏切等の設備はなく、改札口から全てのホームへ平面移動が可能であった。
平成に入り設置された0番のりばを除き有効長が長く取られていたが、これはかつて当駅から本州方面への長距離優等列車（寝台特急「さくら」・「みずほ」・「あかつき」など）が走っていた名残である。2番のりばと3番のりばとの間に中線が1本あり、1982年（昭和57年）頃まで長崎港駅へと通じていた。1・2番のりばの上屋は木製であり、このホームの端（浦上方）に運転取り扱いの建物があった。0番のりばが設置される前は、当駅は島式ホーム2面4線で、1・2番のりばは駅舎と直結し、長崎港駅（1982年廃止）につながる線路に面した3・4番のりばと駅舎は跨線橋で接続されていた。1993年（平成5年）頃にホームを頭端式に変更し、ほどなく跨線橋が廃止され、同時期に0番のりばが増設された。従来線路が延びていた敷地は屋外駐車場へと転用され、のち2000年（平成12年）にアミュプラザ長崎が建設された。
高架化前のホーム西側には複数の側線が引かれ、旅客列車の留置線として使用されていた。2014年（平成26年）3月までは隣接地に長崎車両センターが存在していた。
アミュプラザ前の広場（かもめ広場）はオープンスペースとなっており、各種イベントが行われていた。また長崎ランタンフェスティバル期間中は天井に竜のオブジェ「アミュゴン」が飾られており、さまざまな装飾が施されていた。広場の天井近くには三菱電機製の大型モニター（オーロラビジョン）も設置されていて、JR九州関連のPR映像などが流れていた。

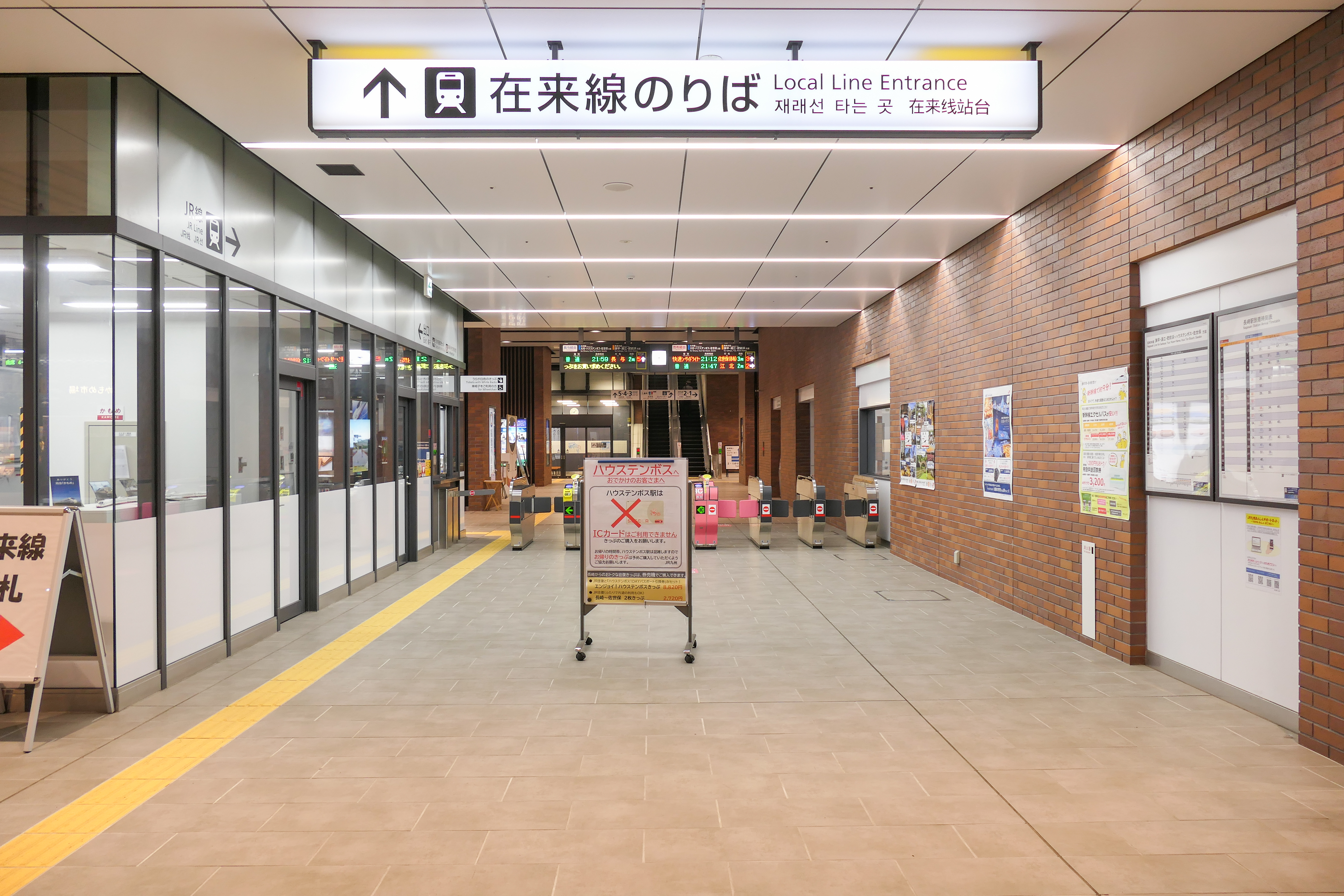
在来線改札口（2023年1月）
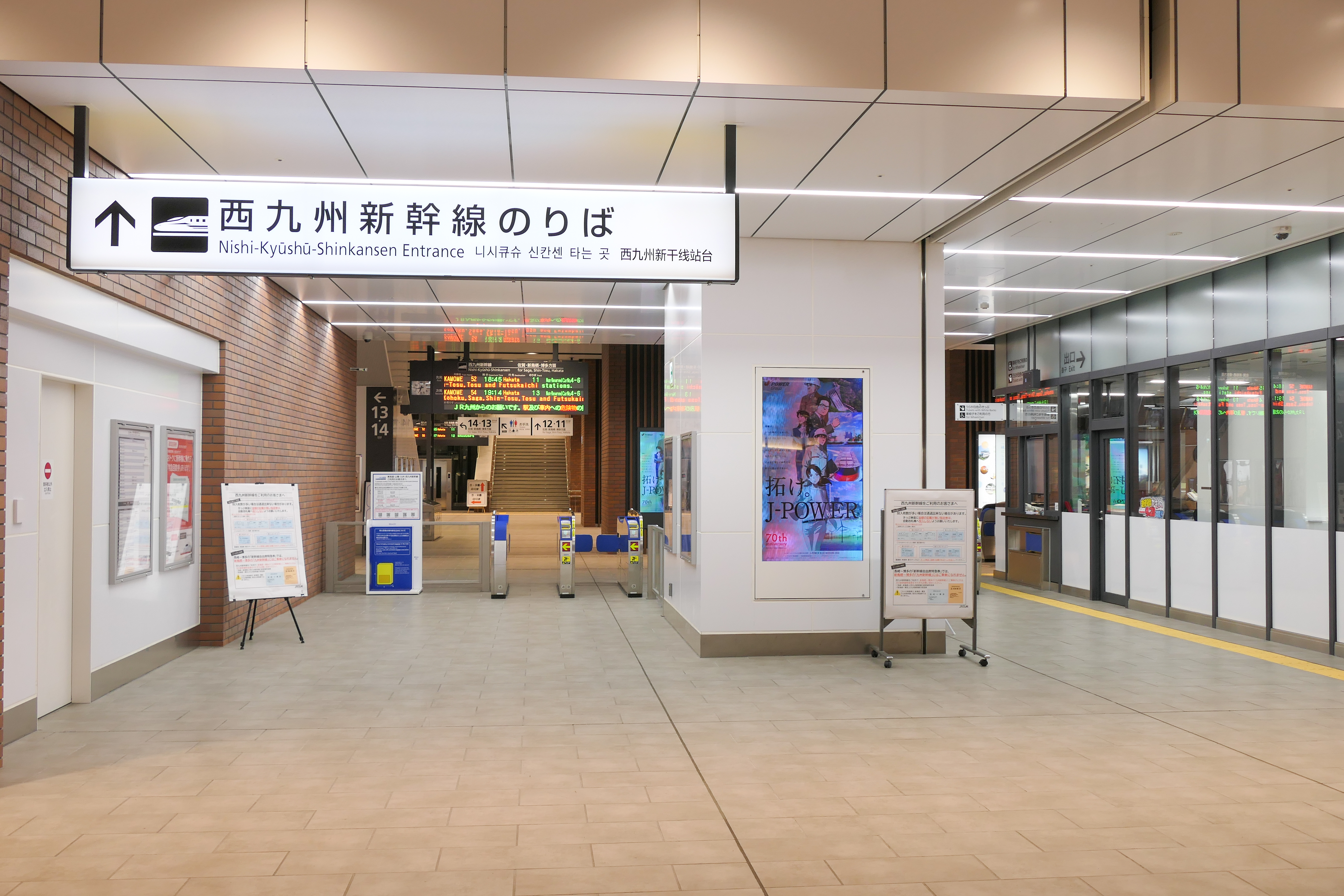
西九州新幹線改札口（2023年1月）
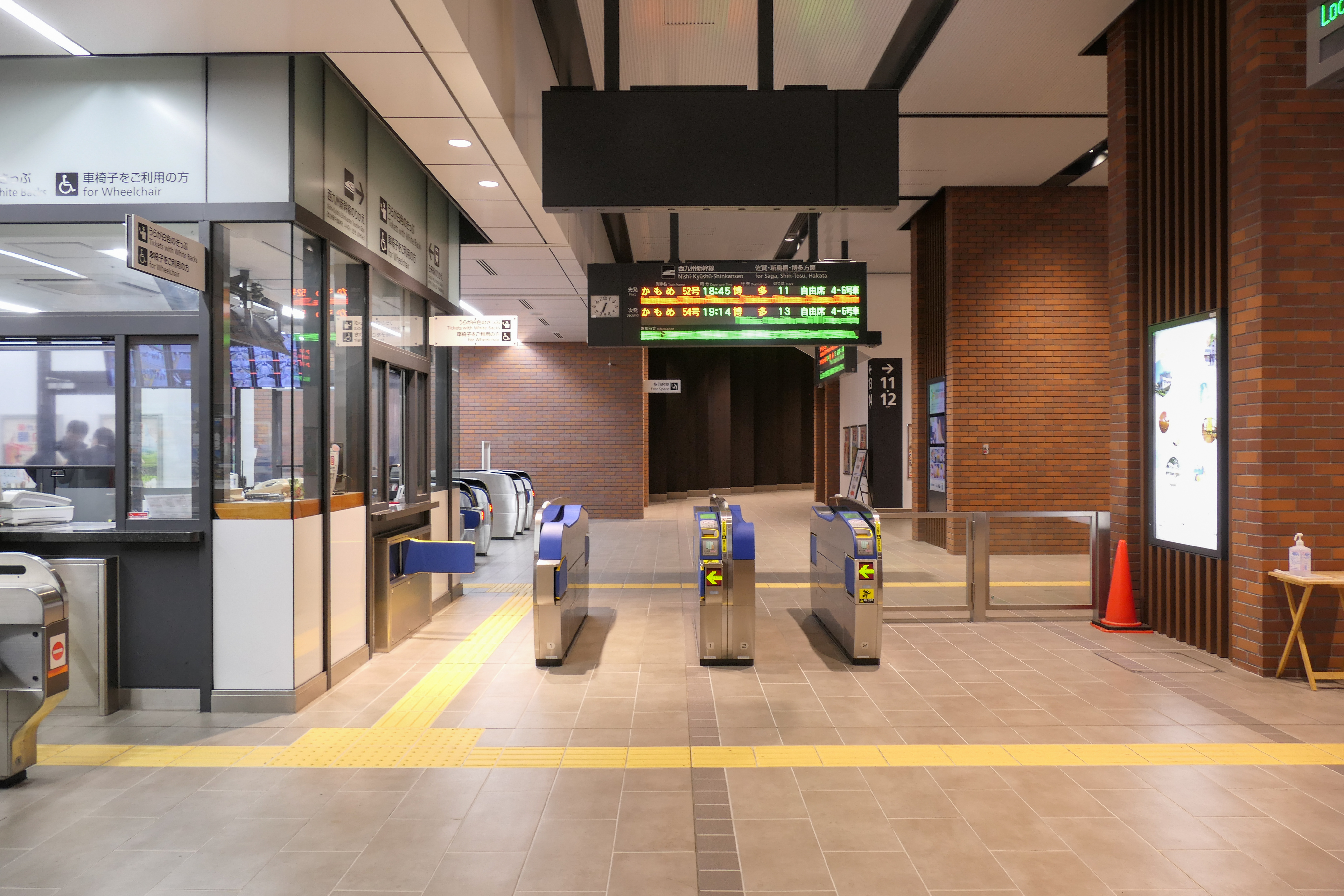
乗り換え改札口（2023年1月）
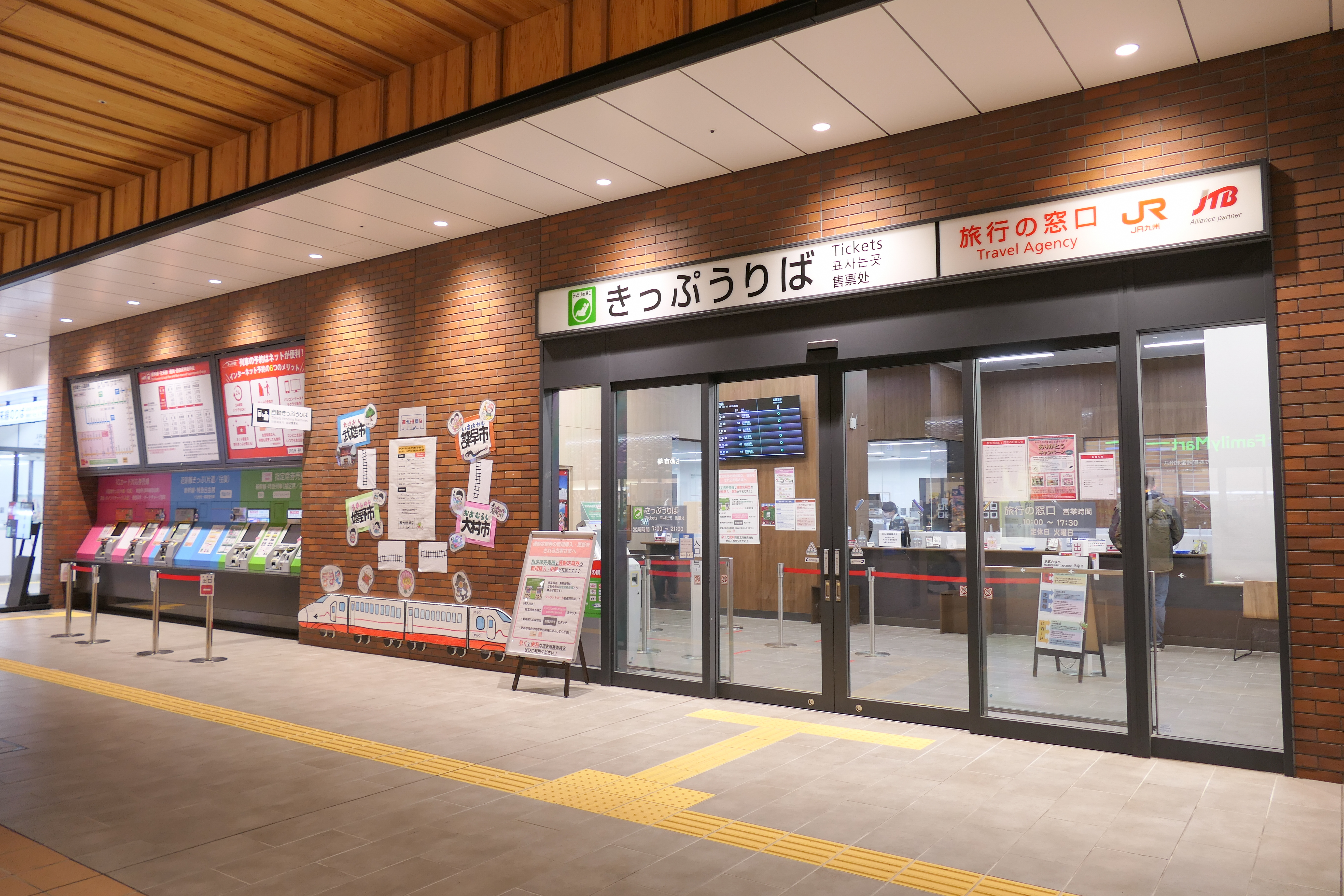
乗車券売り場（2023年1月）

#### のりば
（出典：）
| のりば  | 路線          | 行先 | 行先                       | 備考                             |
| ------- | ------------- | ---- | -------------------------- | -------------------------------- |
| 在来線  |               |      |                            |                                  |
| 1 - 5   | ■長崎本線     | 上り | 諫早・江北方面             | ■大村線直通列車の設定あり        |
| 1 - 5   | ■大村線       | 上り | 諫早・早岐・佐世保方面     | ■大村線直通列車の設定あり        |
| 新幹線  |               |      |                            |                                  |
| 11 - 14 | ■西九州新幹線 | 上り | 諫早・佐賀・鳥栖・博多方面 | 武雄温泉で博多方面行き特急と接続 |

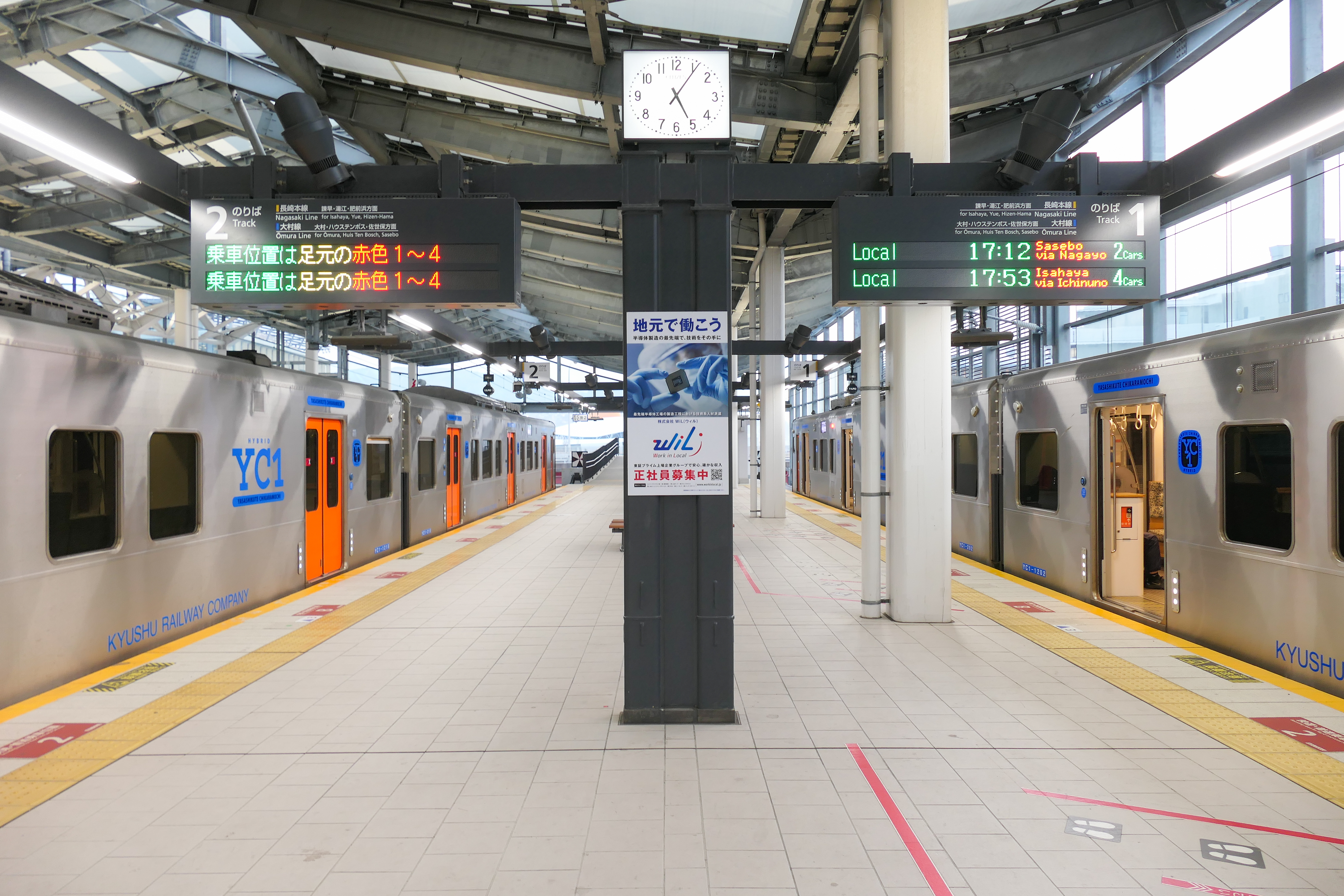
1・2番線ホーム（2023年1月）
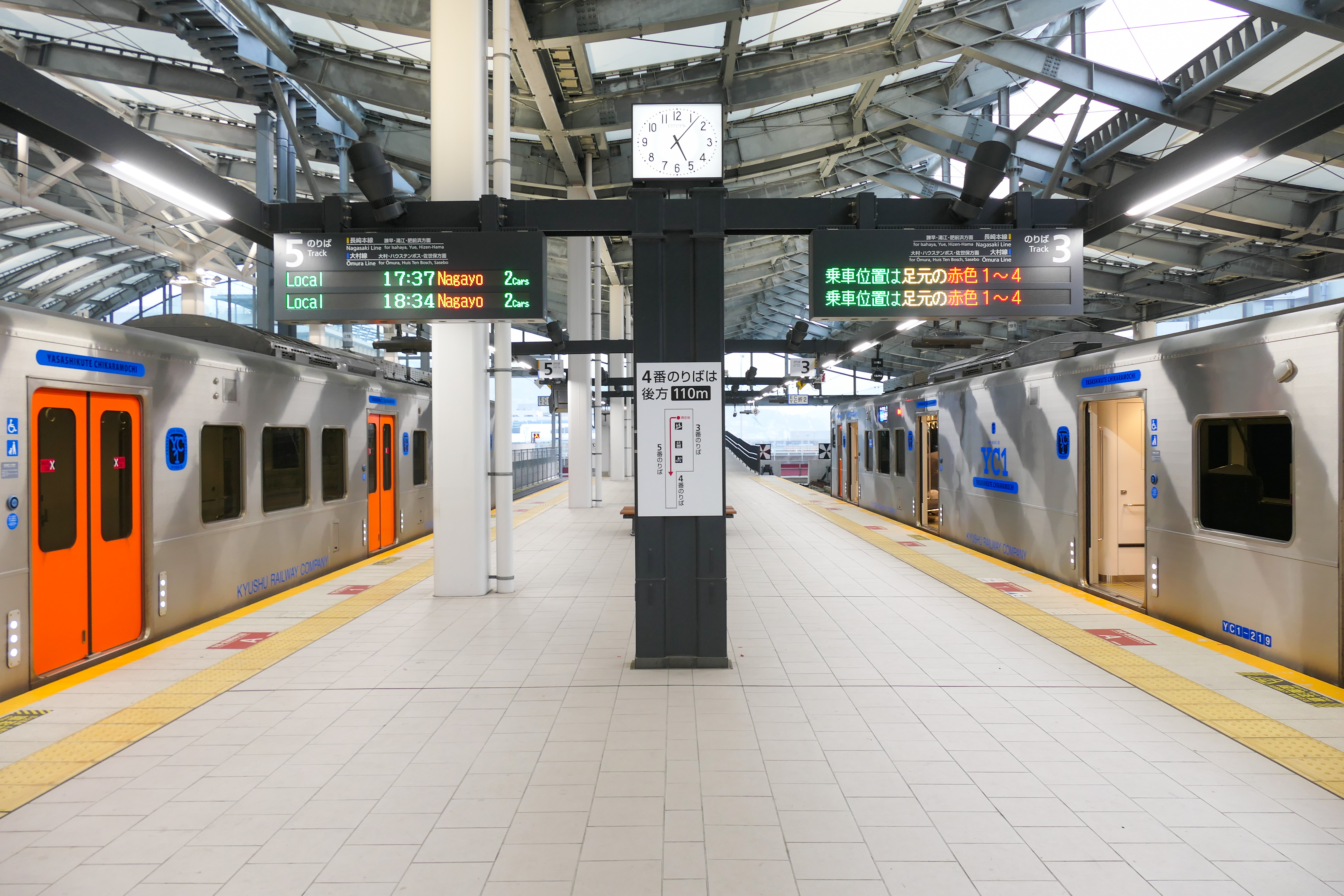
3・5番線ホーム（2023年1月）
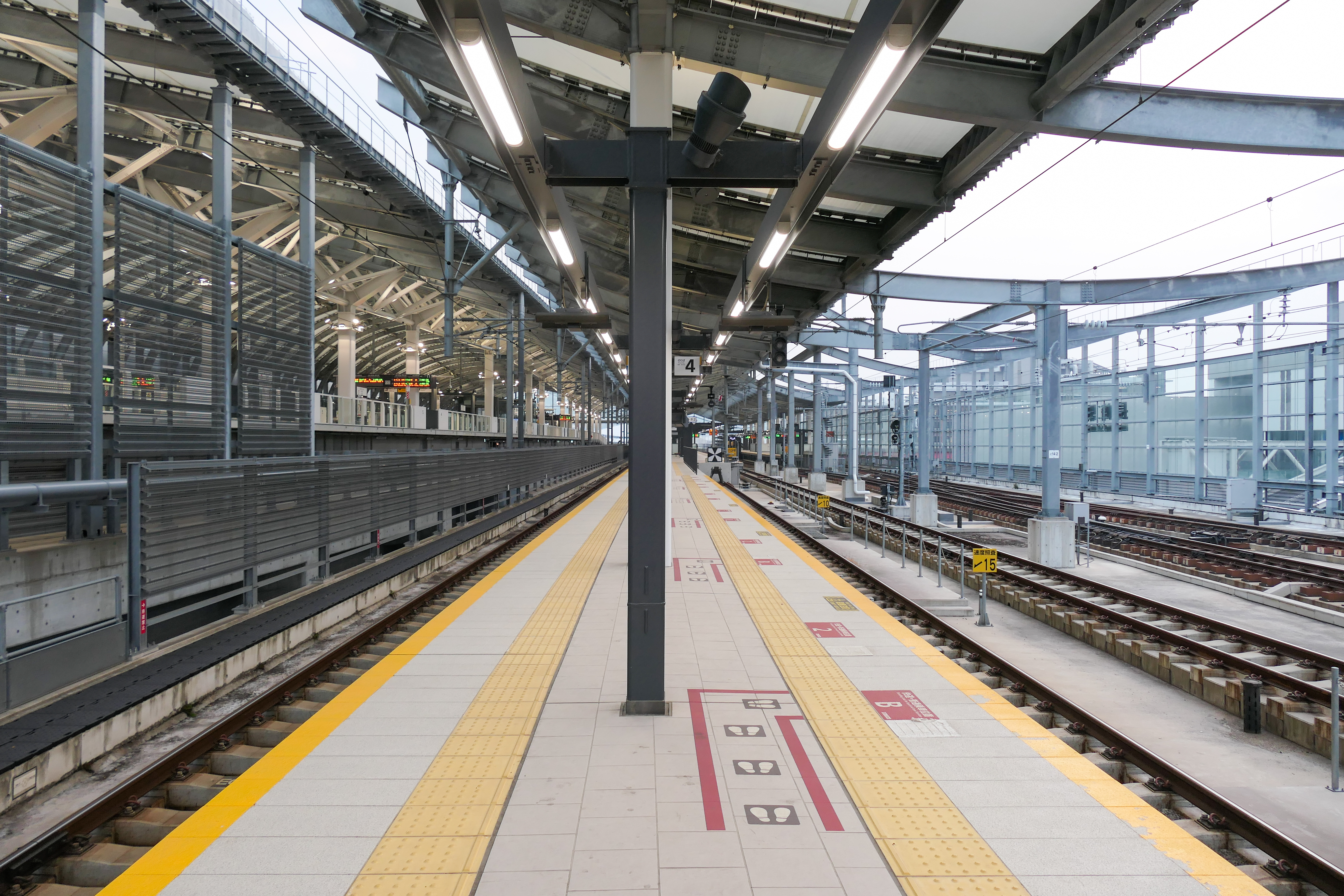
4・5番線ホーム（2023年1月）
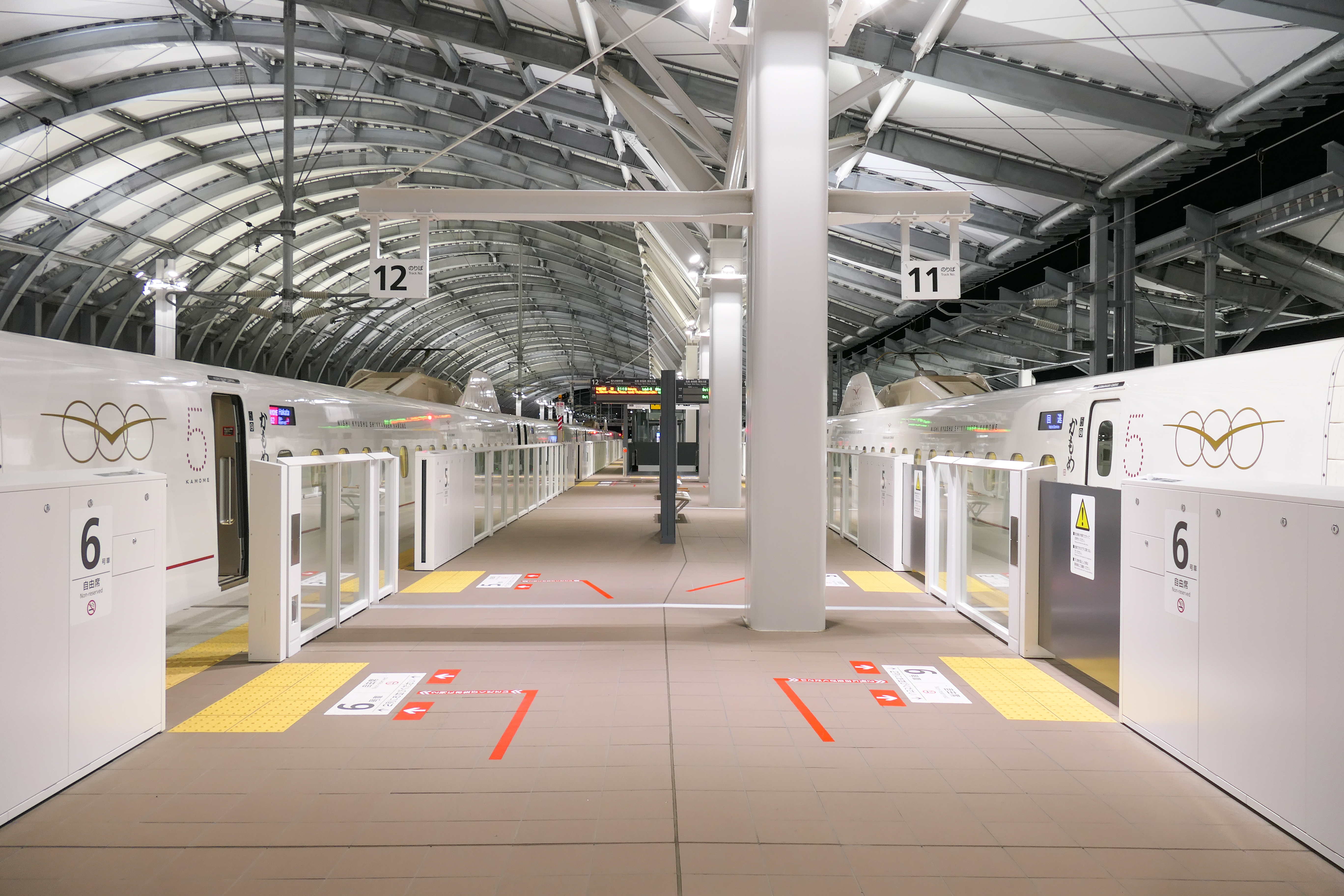
新幹線11・12番線ホーム（2023年1月）
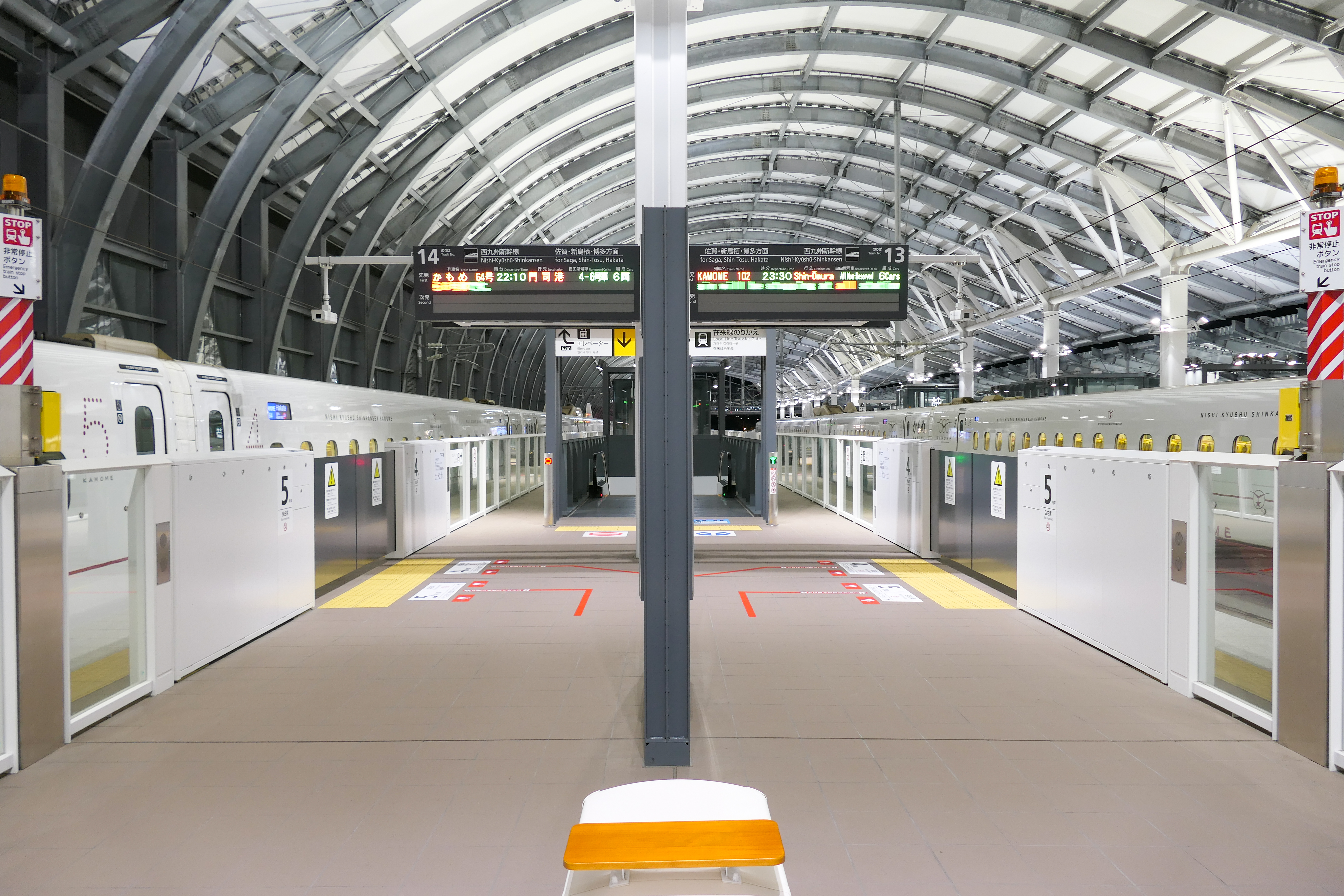
新幹線13・14番線ホーム（2023年1月）

#### ギャラリー

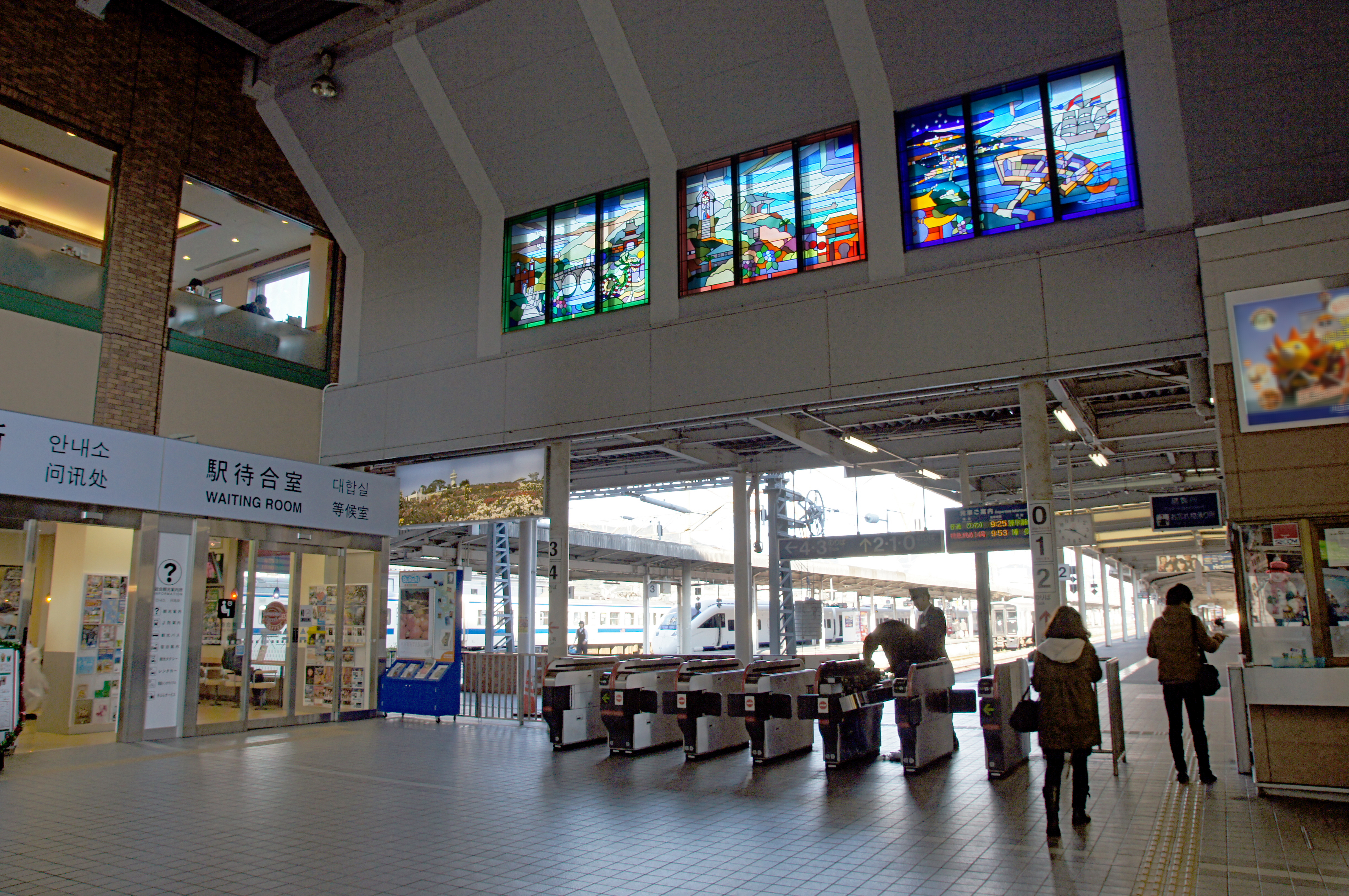
地上駅時代の改札口（2011年12月）
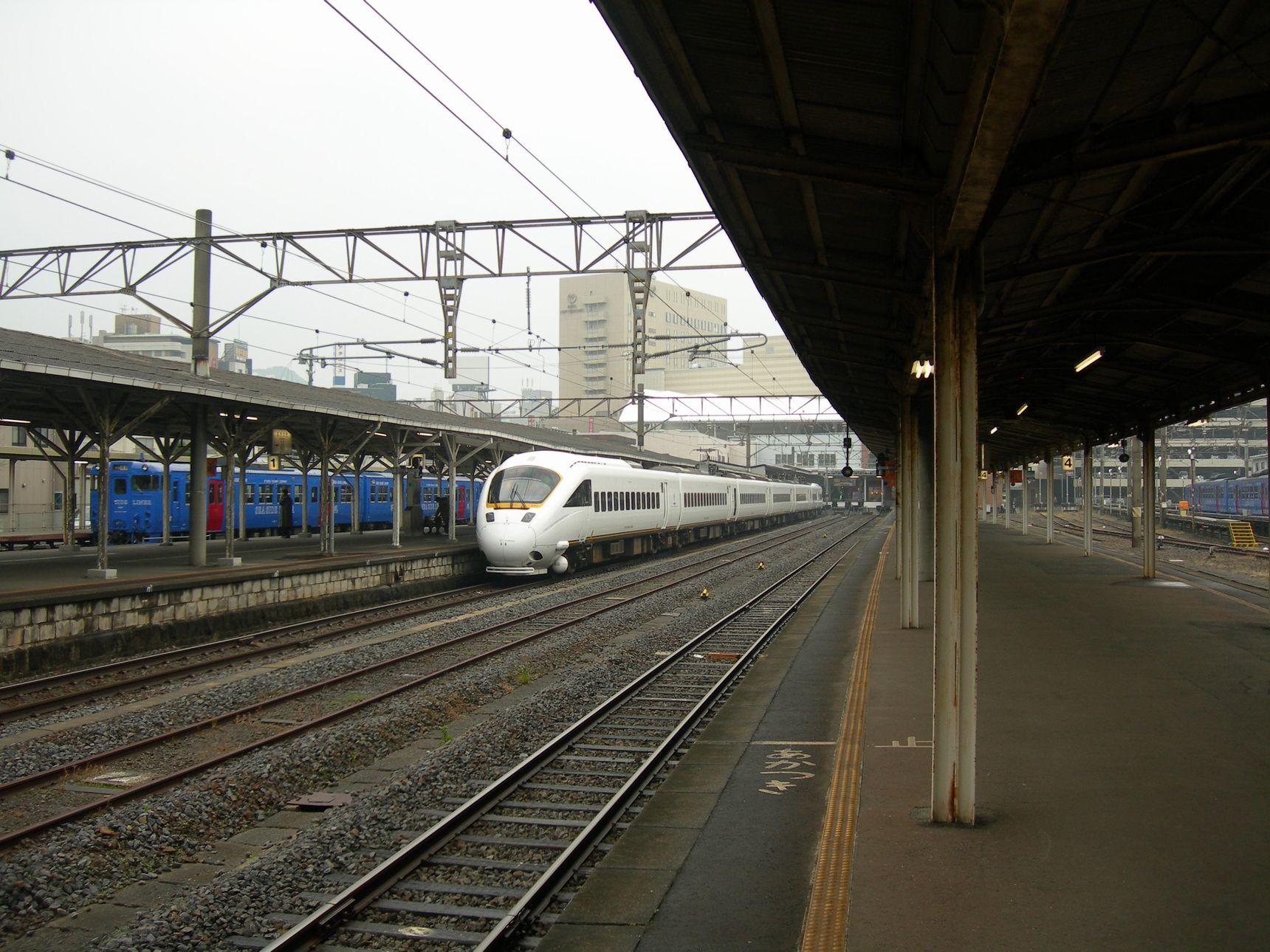
地上駅時代の構内（2008年1月）
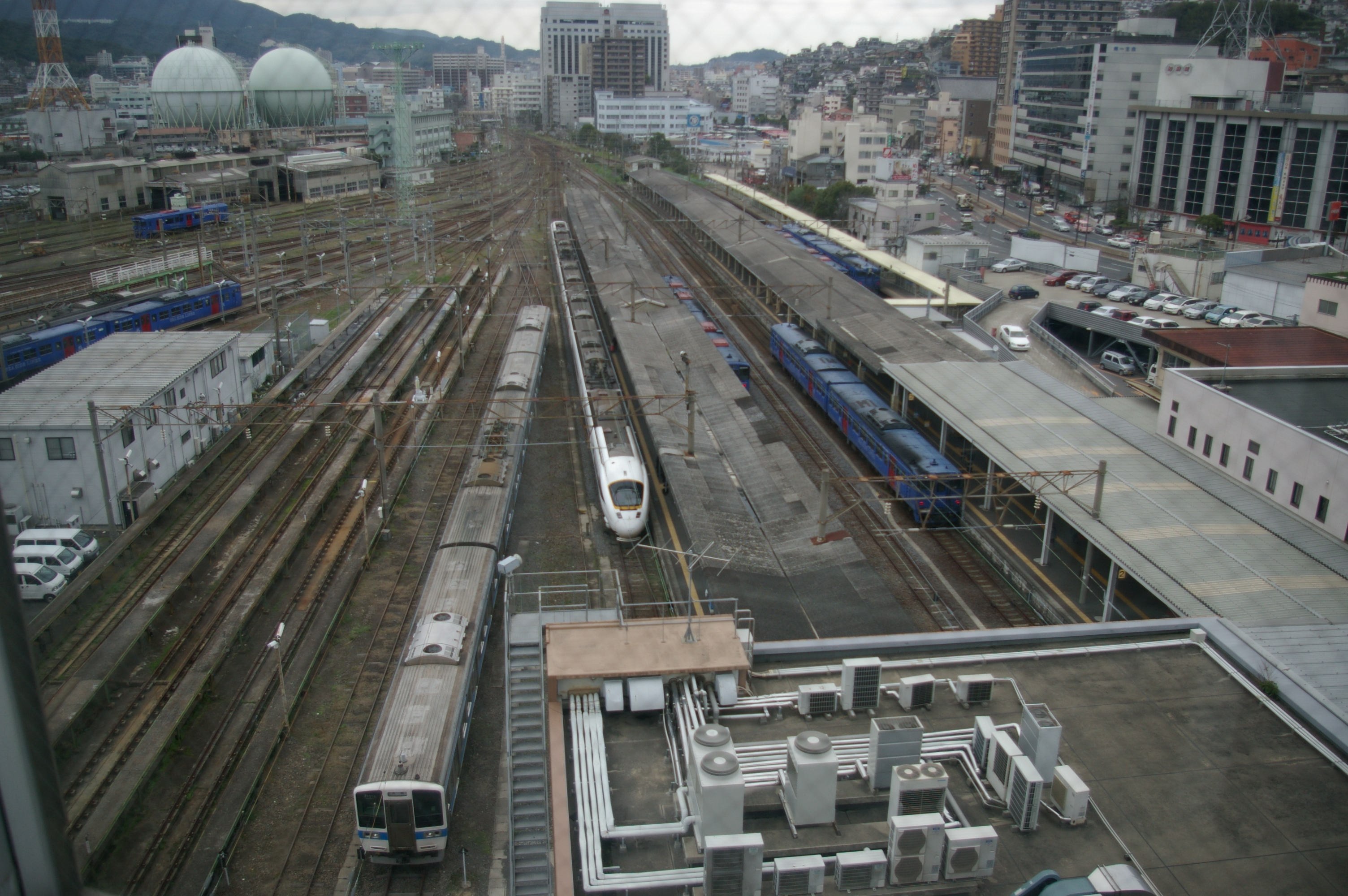
地上駅時代の構内配置と側線（2010年3月）
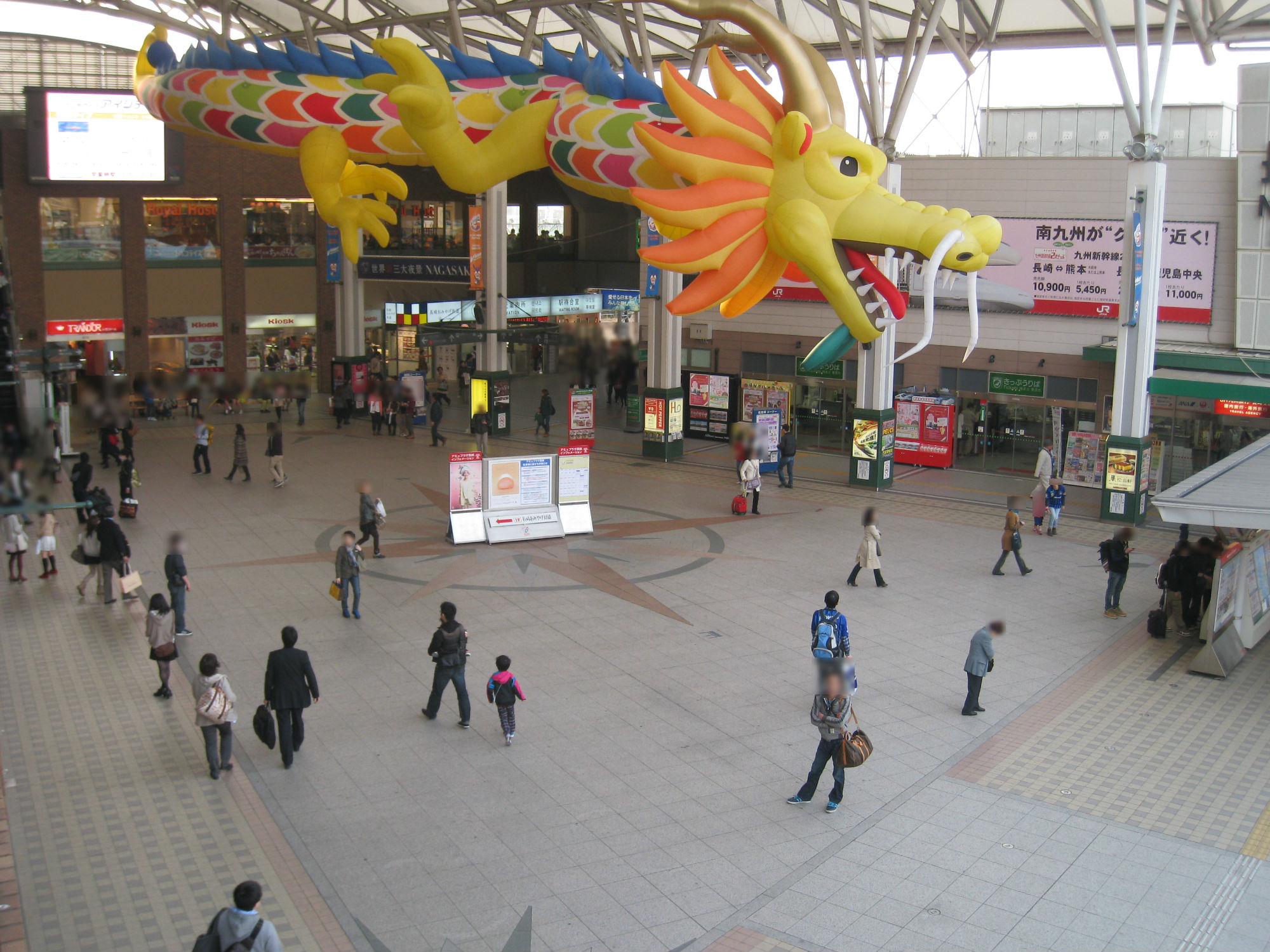
地上駅時代のかもめ広場とアミュゴン（2013年3月）

### 長崎電気軌道
長崎駅前に広がる高架広場の先に停留場がある。停留場は併用軌道区間にあり、ホームは道路上に置かれ、2面のホームが長崎駅に並行して伸びる2本の線路を挟んで向かい合う（相対式ホーム）。駅側にあるのが赤迫方面行きのホーム、反対側にあるのが崇福寺・蛍茶屋方面行きのホーム。ホーム長は40メートル余りで、2015年に赤迫停留場のホームが延長されるまでは長崎電気軌道で一番長いホームだった。
利用者が多いため、崇福寺・蛍茶屋方面行きのホームは乗車位置が分かれていて、ホーム先端寄りの停止線に3号系統蛍茶屋行き、ホーム中央の停止線に1号系統崇福寺行きが停車する。同ホームでは日本語と英語の自動放送が流れ、この自動放送では長崎西洋館や平和公園など、反対方向の赤迫方面の案内も放送されている。ホームの両端には横断歩道橋が接続し、出入りにはこれを使用する。もともと停留場につながるのはこの歩道橋のみであり、高齢者や大きな荷物を抱える旅行者にとっては使いにくいとされていたが、電停赤迫方面側に新たにバリアフリー対応のエレベーターが建設され、2022年9月20日より使用が開始された。
ホーム中央付近に上り線から下り線への片渡り線があり、市中心部でのイベント開催時など、当停留場始発の臨時便が運転される際に使われる。本線と桜町支線の分岐部は停留場の南にあり、大波止方面に向かう本線が右へ、桜町支線が左へ分岐する2方分岐。戦前は桜町支線と本線大波止方面の間も結ばれ、3方分岐のデルタ線を形成していた。これを利用して1934年から1937年（昭和9年から昭和12年）までは市中心部を環状運転する循環系統が設定されたこともある。循環系統については2000年10月にも試験的に運行され、この時はデルタ線がない代わりに当停留場の片渡り線を使用したが、利用者がそれほど多くなかったため、定着には至っていない。
4号系統の大幅減便による利便性低下を緩和させる事を目的として、2022年9月1日からICカード利用者のみ本停留場での乗り換えが可能となっている。

#### のりば
| 上り   | ■1号系統 | （上り） | 住吉・赤迫方面         |
| 上り   | ■3号系統 |          | 住吉・赤迫方面         |
| 下り前 | ■3号系統 | （下り） | 市役所・蛍茶屋方面     |
| 下り後 | ■1号系統 | （下り） | 大波止・新地中華街方面 |

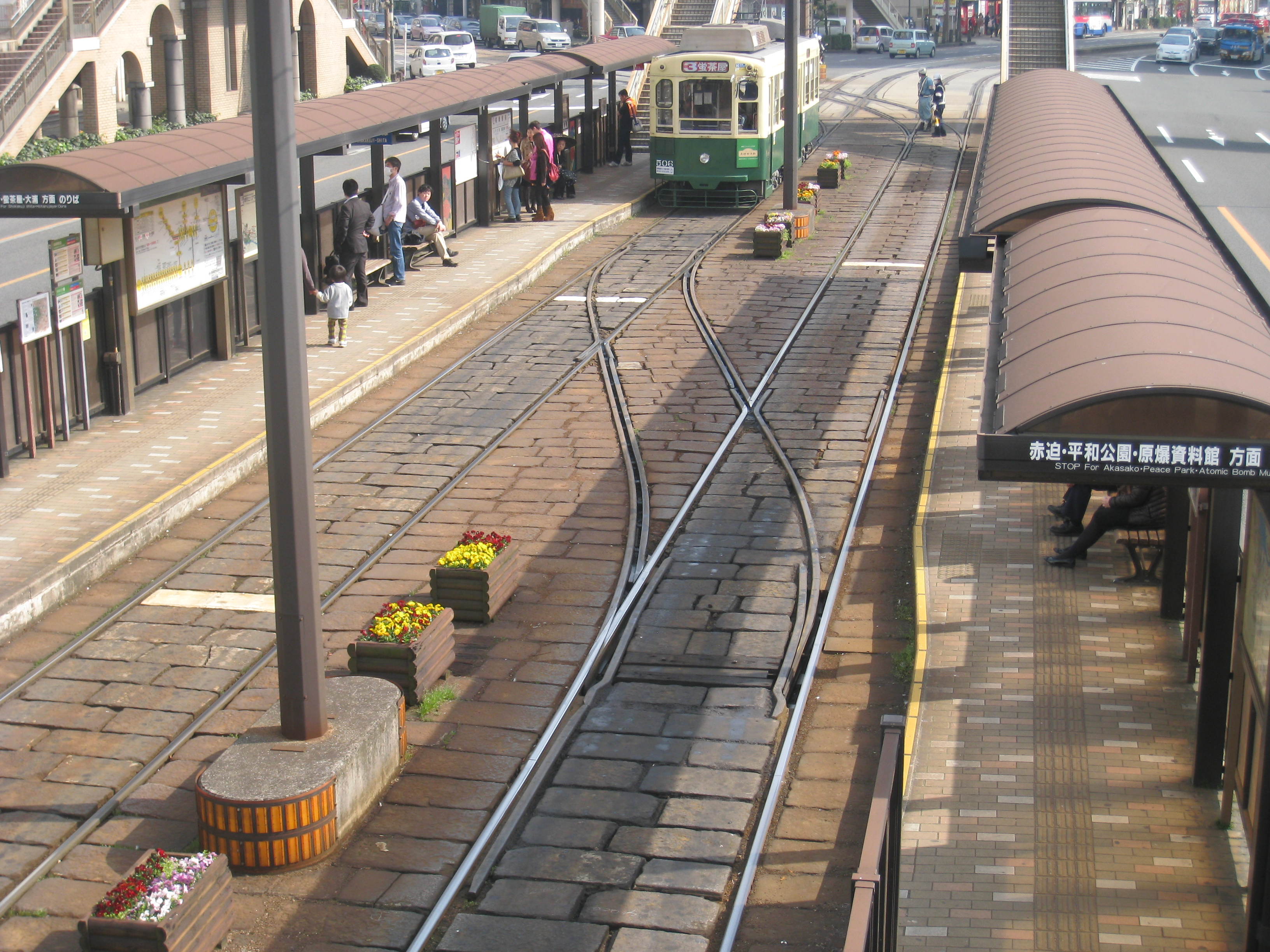
構内に設けられている片渡り線（2013年3月）
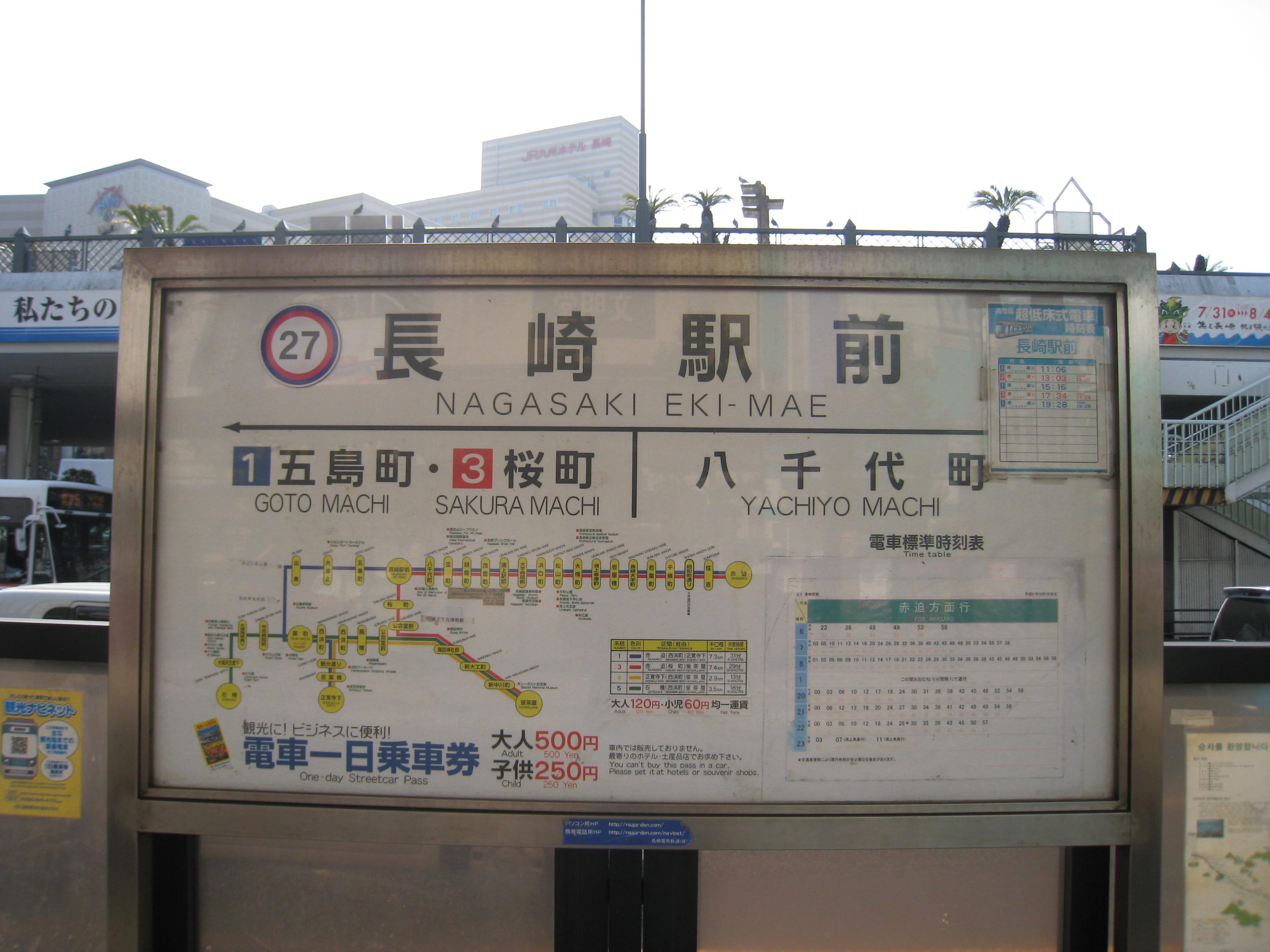
駅名標（2013年3月）

### 長崎街道かもめ市場
駅高架下の商業施設の総称であり、54店舗が営業している。全ての店舗でSUGOCAが使用可能である。2022年3月18日にオープンした。延床面積は4,400平方メートル、売場面積は2,200平方メートル。

## 長崎オフレールステーション
長崎オフレールステーション（略称：長崎ORS・北緯32度45分20.3秒 東経129度52分4.5秒）は、駅西側（旧長崎車両センターの西隣）にあるJR貨物のコンテナ集配基地である。コンテナ貨物（12フィートコンテナのみ）を取り扱っており、トラック便が当駅と鍋島駅の間で1日に14往復運行されている。
1999年（平成11年）まで、JR貨物長崎駅は貨物列車の発着があったが、定期列車の設定が廃止され自動車代行駅となり、2006年（平成18年）4月より名称をオフレールステーションに変更している。2022年（令和4年）9月23日にはJR貨物の長崎本線鍋島駅 - 長崎駅間における第二種鉄道事業が廃止されたため、鉄道駅における貨物取扱は名実ともに終了し、オフレールステーションのみが存続することとなった。
列車廃止以前は、駅構内に2面のコンテナホームや複数の荷役線を有し、駅南側の埠頭にあった魚市場への線路も存在していた。魚市場から鮮魚を輸送するため、鮮魚貨物列車「ぎんりん」（大阪市場駅行き。同駅廃止後は梅田駅行き）や「とびうお」（東京市場駅行き）なども運行されていた。
魚市場の移転に伴い埠頭の線路はすべて撤去され、コンテナ基地として使用されていないホームは駐車場に転用されていたが、新駅舎建設及び再整備事業により、2016年現在更地となっている。

## 駅弁
2023年5月時点で、『長崎街道かもめ市場』内にあるファミリーマートJR長崎駅店、チャイデリカ長崎駅店、いろり家で販売されている。ただし、JTB時刻表 2025年3月号には長崎駅の駅弁の掲載は無い。
販売されている駅弁は下記の通り。
- ファミリーマートJR長崎駅店
  - ながさき鯨カツ弁当
  - 角煮めし弁当
  - 新幹線かもめ弁当
  - 鉄道開業150周年記念九州巡り旅弁当
  - ミッキーマウス GO!GO!ランチ BOX
- チャイデリカ長崎駅店
  - 長崎中華弁当 阿茶さん
  - 長崎中華弁当 つばき
  - 長崎中華弁当 紫陽花
- いろり家
  - ゆうこう真鯛の鯛めし弁当

2017年当時の主な駅弁は下記の通り。
- ちらしずし
- 角煮めし弁当 - 2015年（平成27年）3月6日の「第11回九州駅弁グランプリ決勝大会」で第3位になった[58]。
- トルコライス
- 四季彩弁当
- 角寿し弁当
- 長崎 軍艦島
- ながさき鯨カツ弁当
- ながさき鯨すき弁当
- 長崎和牛網焼き弁当

## 利用状況
- JR九州 - 2023年度の1日平均乗車人員は8,863人である。JR九州の駅としては第16位で、長崎県内の駅としては最多[59][60]。また、長崎本線の駅では佐賀駅に次いで2番目に多い。

| 年度   | 1日平均 乗車人員 |
| ------ | ---------------- |
| 2000年 | 10,716           |
| 2001年 | 10,862           |
| 2002年 | 11,099           |
| 2003年 | 11,218           |
| 2004年 | 11,231           |
| 2005年 | 11,258           |
| 2006年 | 11,314           |
| 2007年 | 11,329           |
| 2008年 | 11,248           |
| 2009年 | 10,972           |
| 2010年 | 11,099           |
| 2011年 | 10,744           |
| 2012年 | 10,724           |
| 2013年 | 10,905           |
| 2014年 | 10,706           |
| 2015年 | 11,080           |
| 2016年 | 10,650           |
| 2017年 | 10,473           |
| 2018年 | 10,125           |
| 2019年 | 10,144           |
| 2020年 | 10,084           |
| 2021年 | 6,245            |
| 2022年 | 7,853            |
| 2023年 | 8,863            |

- 長崎電気軌道 - 2019年の1日の乗降客数は7,160人である。

長崎駅の各年度の1日平均乗車人員は以下の通り。
| 年度   | 1日平均 乗車人員 | 1日平均 乗降人員 |
| ------ | ---------------- | ---------------- |
| 2011年 | 3,700            | 10,788           |
| 2012年 | 3,700            | 7,385            |
| 2013年 | 3,504            | 7,000            |
| 2014年 | 3,554            | 7,100            |
| 2015年 | 3,662            | 7,300            |
| 2016年 | 3,349            | 6,700            |
| 2017年 | 3,392            | 6,800            |
| 2018年 |                  | 7,436            |
| 2019年 |                  | 7,160            |
| 2020年 |                  | 4,909            |
| 2021年 |                  | 5,163            |

## 駅周辺
長崎駅の前を並行して通っている国道202号の長崎駅前交差点は、長崎県で一番の交通量である。長崎駅前交差点には歩道橋が3つ架設されており、これらは駅前駐車場上の高架広場に接続されている。
国道をはさんで、長崎県営バス・九州急行バスなどの始発地点、および主要路線経由地点となる長崎駅前交通会館（長崎県営バスターミナル）がある（歩道橋から直接2階へ入れる）。また、駅前高架広場下には長崎バス・長崎県営バスの長崎駅前バス停がある。ロータリー内にもバス停が設置されている。
高架橋広場は、一部が周辺施設2階入り口（交通会館、アミュプラザ長崎など）へと繋がっている。また、車椅子利用者が横断できるよう、エレベーターが設置されている。
- アミュプラザ長崎（駅に隣接）
- 長崎街道かもめ市場（駅に隣接）
- JR九州ホテル長崎（駅に隣接、アミュプラザ長崎上階）
- ホテルニュー長崎（アミュプラザに隣接、長崎駅前南口バス停前）
- 本蓮寺 (長崎市)
- 福済寺
- 日本二十六聖人殉教の地（西坂公園）・記念館
- 中町教会
- NHK長崎放送局
- 長崎中央郵便局
- アパホテル〈長崎駅前〉
- 天然温泉 鶴港の湯 ドーミーインPREMIUM長崎駅前

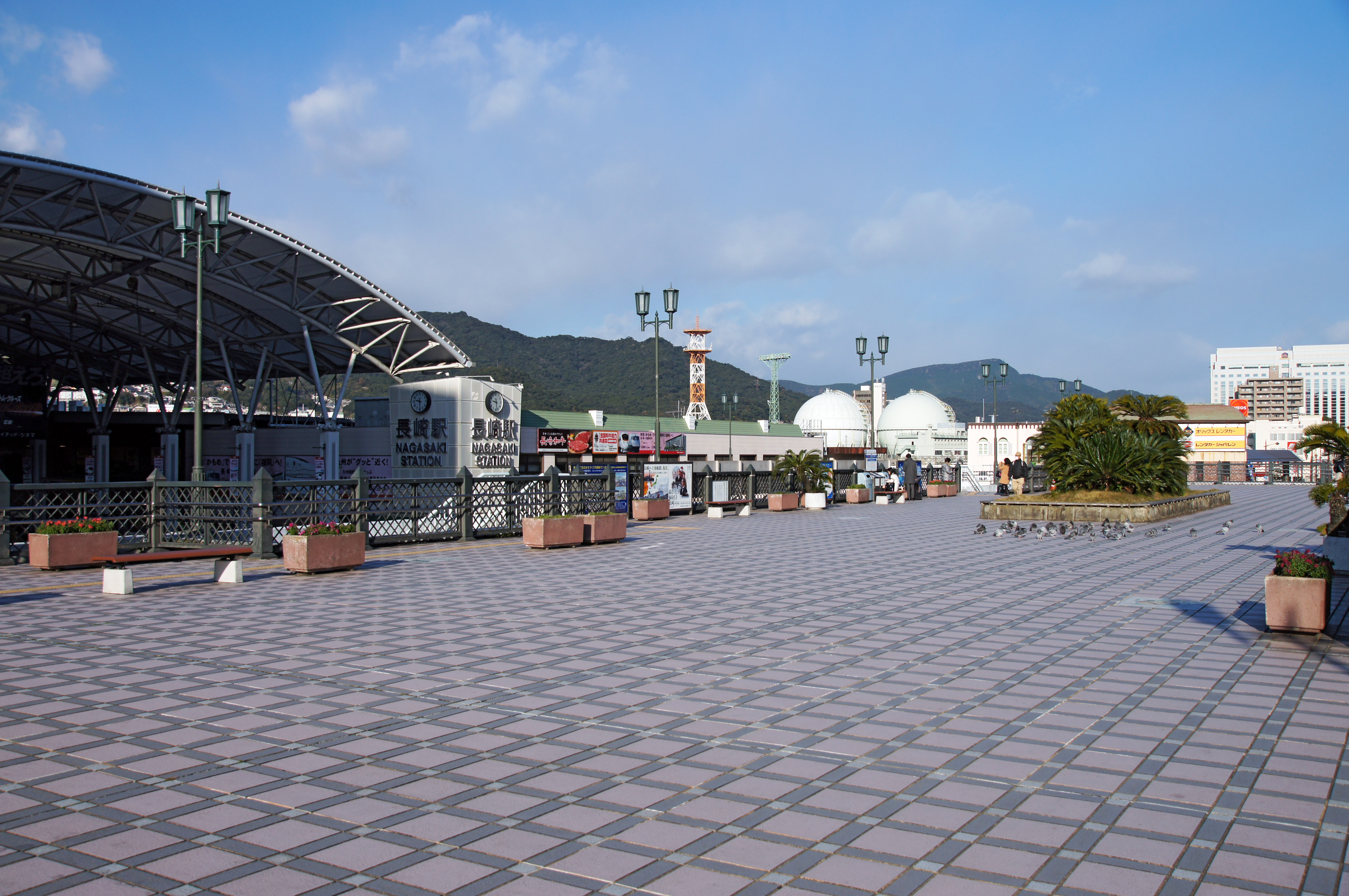
高架広場（2011年12月）
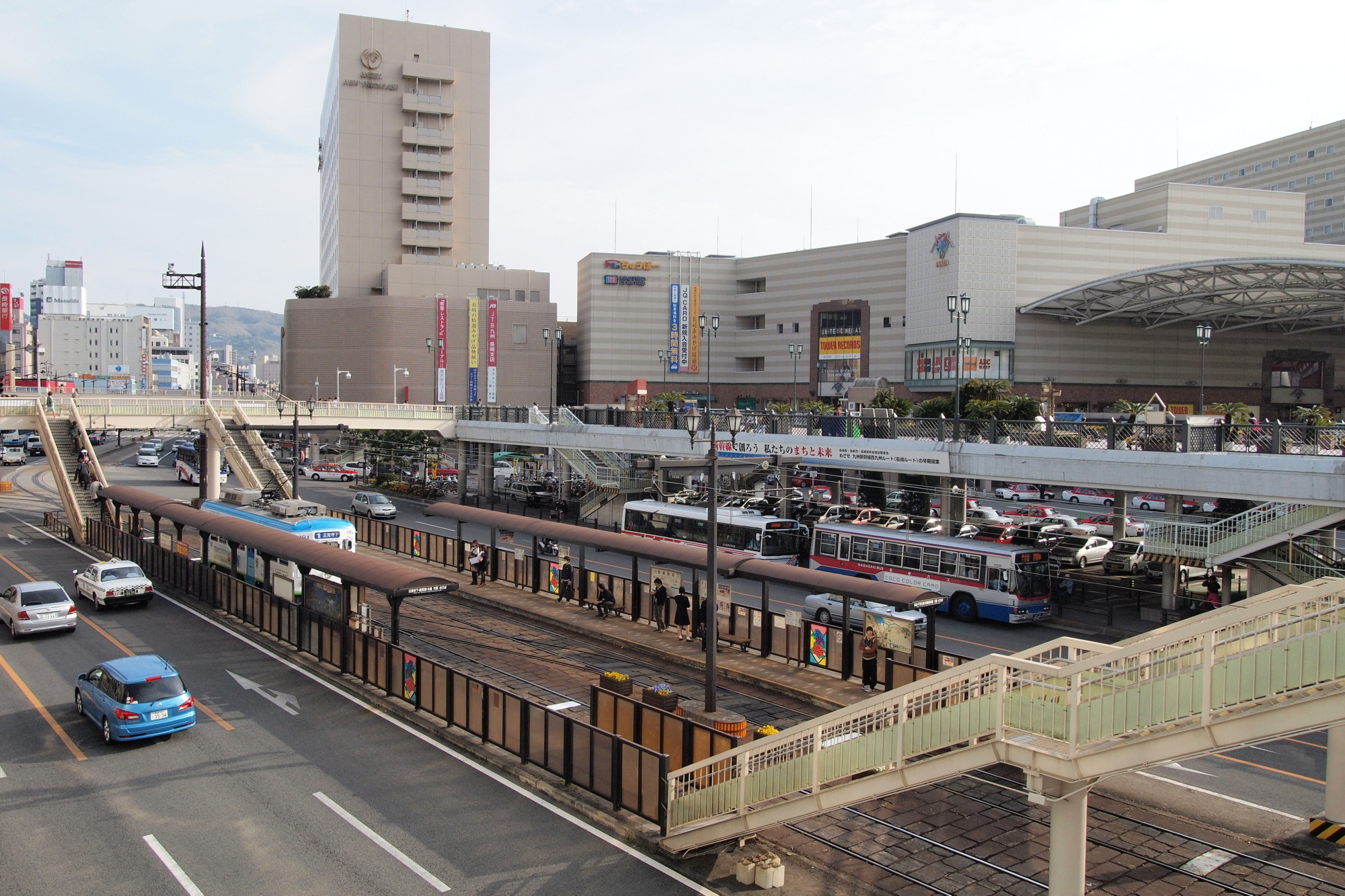
駅前と高架広場（2011年4月）
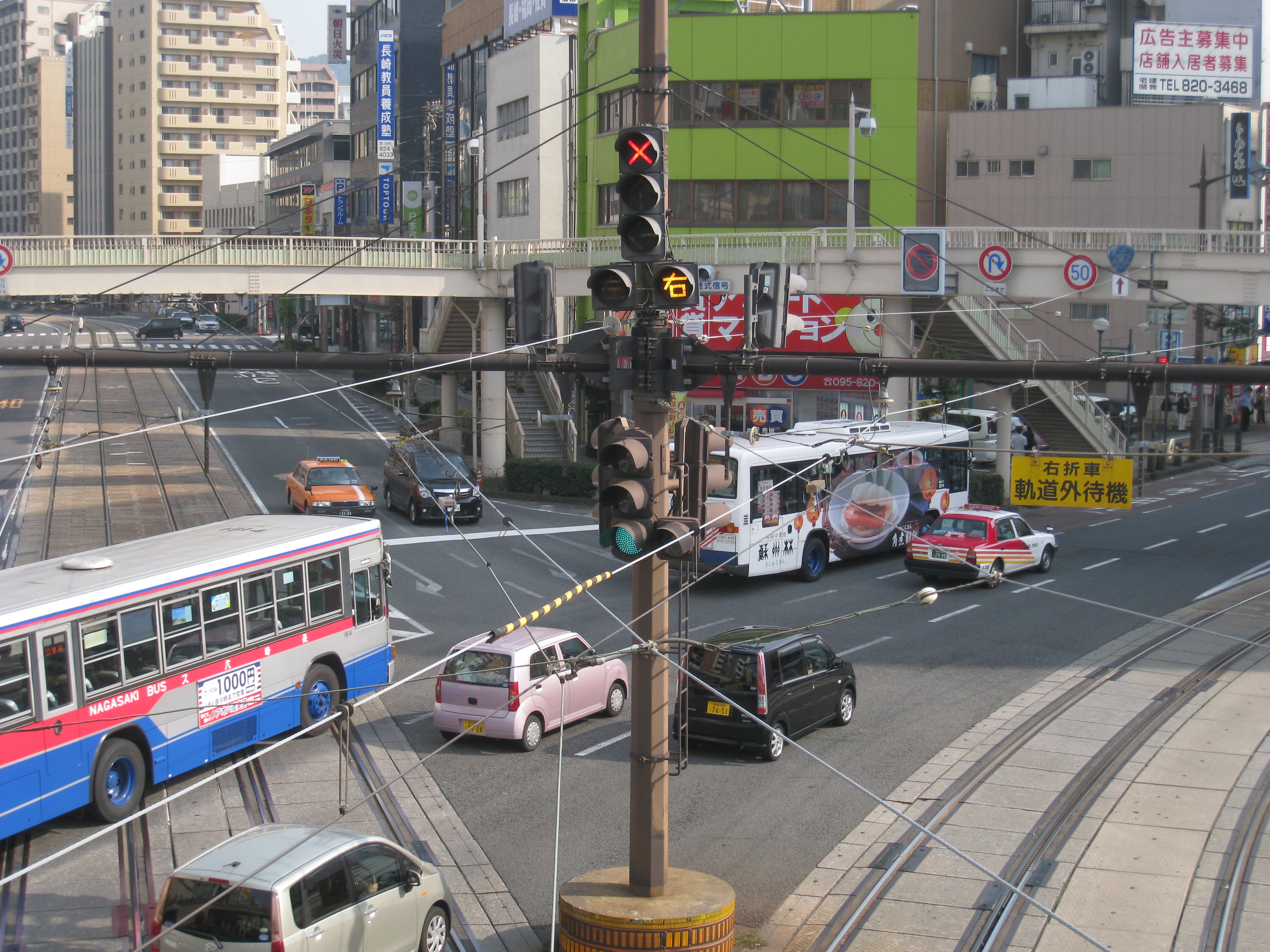
長崎駅前交差点（2013年3月）

### 長崎駅改装後の周辺施設
- 長崎警察署

2021年11月1日に開業した施設
- 出島メッセ長崎 - MICE施設。
- ヒルトン長崎 - ヒルトングループのホテル。ヒルトンホテルを多数確保している沖縄県を除く九州地方で福岡県に次いで2軒目。
- NBC長崎放送 - 旧社屋から移転後の改装した新ビル社屋。

2022年3月18日に長崎駅内に開業した施設
- 長崎街道かもめ市場 - 長崎県初上陸の初出店やグルメ、銀行、コンビニ、アミュプラザ長崎のほぼ多数のお土産品店が移転オープン。

## バス路線

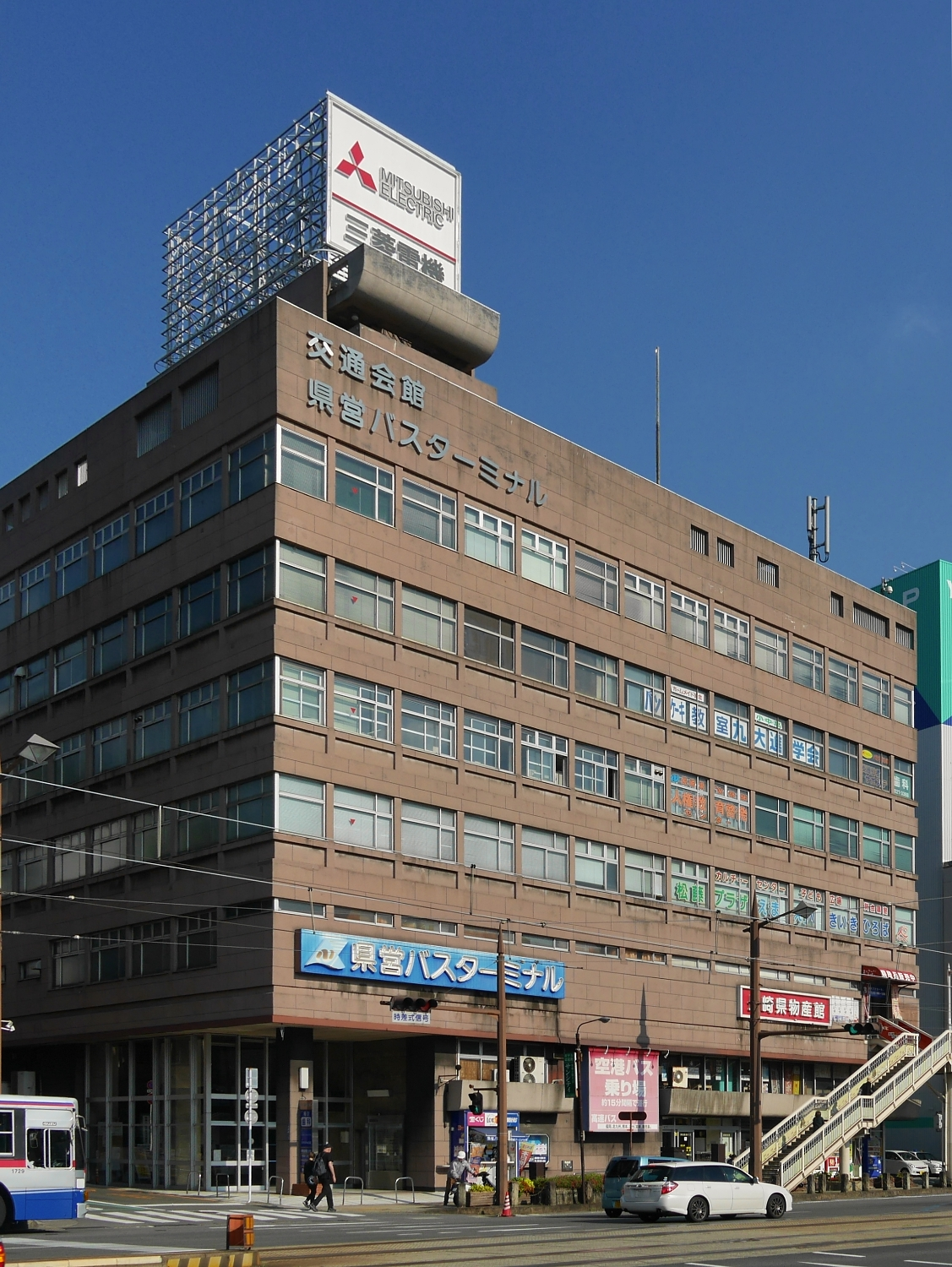
長崎県交通産業会館

### 高速バス
駅前の国道向かい側にある長崎県交通産業会館（通称・交通会館）の1階に長崎県交通局（長崎県営バス）の高速バスターミナルがあり、長崎発の高速バス路線の大半はここを始発とする。長崎空港行きリムジンバス浦上・住吉/長大東門前経由（全便当ターミナル始発）・ながさき出島道路経由長崎空港行き（長崎県交通局・長崎自動車（長崎バス）共同運行・全便ココウォーク茂里町バスセンター始発）も当ターミナルへ乗り入れる。
長崎バス関連の夜行高速バスはココウォーク茂里町が始発となっており、当ターミナルには乗り入れず長崎駅前南口バス停での乗車となる。九州号は「出島道路経由」の長崎到着便は降車場所がターミナル内ではなく、国道沿いの長崎駅前高架下である。
経由地等については各系統の記事を参照のこと。
- 県営バスターミナルから発車する高速バス
  - 大分行き「サンライト号」（長崎県交通局・長崎自動車・大分交通・大分バス4社共同運行）
  - 北九州・小倉行き「出島号」（長崎県交通局）
  - 福岡行き「九州号」（九州急行バス）
  - 熊本行き「りんどう号」（長崎県交通局・九州産交バス）
  - 宮崎行き「ブルーロマン号」（長崎県交通局・宮崎交通）
  - 佐世保・佐々行き（長崎県交通局・西肥自動車）
  - ハウステンボス行き（長崎県交通局）
  - 長崎空港行きリムジンバス（長崎県交通局・長崎自動車）

- 長崎駅前南口から発車する高速バス
  - 大阪・京都行き「オランダ号」（近鉄バス）
- 長崎駅北側から発車する高速バス
  - 神戸・大阪行き「ユタカライナー」（ユタカ交通）

### 路線バス
一般路線バス（長崎県交通局・長崎自動車）は駅前高架広場下の長崎駅前バス停、駅東口交通広場ロータリー内の長崎駅前(交通広場)バス停、駅西口広場の長崎駅西口バス停、ホテルニュー長崎前の長崎駅前南口バス停（大波止方面）、ローソン前の長崎駅前東口バス停（市役所前方面）と複数が存在する。北部・西部方面は高架広場下長崎駅前バス停に停車する。なお、大波止方面からの便は長崎駅前南口バス停（ホテルニュー長崎側）にも停車する。中心部・南部・東部方面行きの大波止経由便は長崎駅前南口バス停（ホテルニュー長崎向かい側）、市役所前経由便は長崎駅前東口バス停に停車する。行き先によって停車する場所が異なる。ながさき出島道路・長崎自動車道を経由して大村や諫早へ向かう高速シャトルバス（長崎県交通局）は、交通会館ではなく、長崎駅前東口バス停始発である。
詳しくは長崎自動車・長崎県交通局ホームページを参照。

#### 長崎駅前（高架下）【北部・西部方面】
高架広場の工事により現在は北部側へ仮移設されている。
- 長崎バス（長崎自動車）
  - （1番系統）、本川内・琴の尾登口線、満永線、上横尾線、上床・光風台・豊洋台線、溝川線、時津北部TM・琴海NT・大串線、石原・樫山・桜の里線、（住吉経由）
  - （2番系統）三川町・西山台線、恵の丘線、女の都団地線、長与NT線、緑ヶ丘団地線
  - （3番系統）下大橋線、小江原NT・相川線（城栄町・春木町経由）
  - （4番系統）下大橋線（西城山経由）
  - （5番系統）稲佐山公園線
  - （6番系統）立神・神の島線
  - （8番系統）江平経由下大橋線（医学部前経由）
  - （9番系統）福田・柿泊線、立神・神の島・みなと坂線
  - （100番系統）桜の里ターミナル（板の浦接続便）線、大瀬戸・板の浦線
  - （系統番号無し）下大橋線（ブリックホール経由・城山住宅前経由）、小江原NT・相川線（ブリックホール経由）、虹が丘線（西町経由）、三川町・西山台線、恵の丘線、長与NT線（純心校前経由）、シンフォニー稲佐の森線、悟真寺前線、稲佐高部線
- 県営バス（長崎県交通局）
  - 6循環・12循環（三原・西山台経由）、女の都団地線、西崎団地線、サニータウン線、立山線（目覚町経由）、立神線

#### 長崎駅前（交通広場）【東部・南部方面】
長崎駅東口（かもめ口）の駅前広場に設置。
- 長崎バス（長崎自動車）
  - （7番系統）ココウォーク茂里町線
  - （40番系統）ダイヤランド線
  - （60番系統）南高裏門前（大浦経由）
  - （系統番号無し）ココウォーク茂里町、南高前（市民会館・矢の平経由）、鶴洋高校前、長崎市役所、ながさき観光ルートバス、まちなか周遊バス
- 県営バス（長崎県交通局）
  - 網場・春日車庫線【ペンギン水族館】、水源池跡線、夢彩都線、風頭町線、まちなか周遊バス

#### 長崎駅前（交通会館前）【東部・南部方面】
降車専用のバス停のため、乗車はできない。

#### 長崎駅前南口
- 【北部・西部方面】（大波止経由便）
  - 長崎バス（長崎自動車）
    - （1番系統）本川内・琴の尾登口線、満永線、上横尾線、上床・光風台線、溝川線、時津北部TM・琴海NT・大串線、石原・樫山・桜の里線（住吉経由）
    - （2番系統）三川町・西山台線、恵の丘線、女の都団地線、長与NT線
    - （3番系統）小江原NT・相川線（城栄町・春木町経由）
    - （4番系統）下大橋線（西城山経由）
    - （5番系統）稲佐山公園線
    - （7番系統）ココウォーク茂里町
    - （9番系統）立神・神の島・みなと坂線、福田・柿泊線
    - （100番系統）桜の里ターミナル（板の浦接続便）線、大瀬戸・板の浦線
    - （系統番号無し）小江原NT・相川線（ブリックホール経由）、恵の丘線、長与NT線（純心校前経由）、稲佐橋、長崎駅前（交通広場）、シンフォニー稲佐の森線、悟真寺前線

  - 県営バス（長崎県交通局）
    - 12循環線（三原・西山台経由）、女の都団地線、西崎団地線、サニータウン線、立神線

- 【東部・南部方面】（大波止経由）
  - 長崎バス（長崎自動車）
    - （17番系統）新地中華街・メディカルセンター
    - （20番系統）中央橋・大波止
    - （27番系統）中央橋（出島経由）
    - （30番系統）小ヶ倉・毛井首線、深堀・香焼・伊王島線、晴海台団地線、川原線
    - （35番系統）晴海台団地線（三和地域センター経由）、川原線（三和地域センター経由）、野母崎・樺島線
    - （40番系統）ダイヤランド線
    - （50番系統）早坂（長崎女子短大）線、飯香の浦線
    - （70番系統）田上・風頭山線（中川町・矢の平経由）
    - （80番系統）田上線、唐八景線、南高前
    - （85番系統）茂木・茂木港・北浦線、宮摺・千々線
    - （系統番号無し）上戸町線（八景町経由）、鶴洋高校前

  - 県営バス（長崎県交通局）
    - 11循環線（大波止・三原・西山台経由）、立山・浜平線（大波止経由）、江の浦線（大波止経由）、網場・春日車庫線、矢上団地・ガーデンシティ線（大波止経由）、水源池跡線、夢彩都線

#### 長崎駅前東口【東部・南部方面】（市役所上経由）
- 長崎バス（長崎自動車）
  - （10番系統）新地中華街・メディカルセンター
  - （16番系統）新地中華街（めがね橋経由）
  - （20番系統）中央橋
  - （26番系統）中央橋（浜町アーケード）
  - （30番系統）小ヶ倉団地線、平山台団地線
  - （40番系統）ダイヤランド線、柳営業所入口線
  - （50番系統）早坂（長崎女子短大）線（愛宕町経由）
  - （55番系統）風頭山線（愛宕町経由）
  - （60番系統）国立長崎病院線（大浦経由）
  - （系統番号無し）南高前、上戸町線（八景町経由）、長崎市役所
- 県営バス（長崎県交通局）
  - 高速シャトルバス（諫早・大村）線、5循環線（市役所・三原・西山台経由）、立山・浜平線（市役所経由）、矢上団地・ガーデンシティ線（市役所経由）、江の浦線（市役所経由）、高城台・現川駅前線、つつじが丘・諫早駅前線、風頭町線

#### 長崎駅西口
- 出島メッセ前（MICE前）【北部方面】
  - 長崎バス（長崎自動車）
    - （ミニバス）ココウォーク茂里町、住吉
    - （系統番号無し）まちなか周遊バス

  - 県営バス（長崎県交通局）
    - 立神線、まちなか周遊バス
- 運転免許センター前【南部方面】
  - 長崎バス（長崎自動車）
    - （ミニバス）二本松団地、長崎県庁前
    - （系統番号無し）ながさき観光ルートバス、まちなか周遊バス

  - 県営バス（長崎県交通局）
    - まちなか周遊バス
- 駅舎前【南部方面】
  - 長崎バス（長崎自動車）
    - （6番系統）神の島工業団地
    - （ミニバス）二本松団地、長崎県庁前
    - （系統番号無し）ながさき観光ルートバス

## その他
- キヨスク、アミュプラザ長崎の店舗（一部除く）で、SUGOCAやSUGOCAと相互利用できるIC乗車券の電子マネーが利用可能である。

## 隣の駅
九州旅客鉄道（JR九州）
■西九州新幹線
諫早駅 - 長崎駅
■長崎本線
- 特急「ふたつ星4047」発着駅

■快速「シーサイドライナー」・■区間快速「シーサイドライナー」・■普通
浦上駅 - 長崎駅
長崎電気軌道
本線
八千代町停留場 (26) - 長崎駅前停留場 (27) - 五島町停留場 (28)
桜町支線
長崎駅前停留場 (27) - 桜町停留場 (44)
- 括弧内の数字は駅番号。

### かつて存在した路線
日本国有鉄道
長崎本線
長崎駅 - 長崎港駅